# モシン・ナガン
モシン・ナガン（ロシア語：Мосин-Наган （Mosin-Nagant））またはモシン小銃（ロシア語：винтовка Мосина （Vintovka Mosina））は、ロシア帝国陸軍少将のセルゲイ・イワノビッチ・モシンとベルギーの銃器設計者であるエミール・ナガン、レオン・ナガンのナガン兄弟が設計した五連発のボルトアクション式小銃。
1891年にロシア帝国の制式小銃M1891として採用され、単発式ボルトアクション小銃のベルダンⅡ型M1870を更新した。
1891年以来、3,700万丁以上が生産され、歴史上最も大量に生産されたボルトアクション軍用小銃の一つと数えられる。古い銃であるにもかかわらず、現在まで世界中で使用されている。 

## 概要
モシン・ナガン小銃はM1891と同時に開発された7.62mm×54R弾薬を使用する。この弾薬は開発国のロシアを初め、21世紀に至るまで多くの国に制式採用されており、モシン・ナガン小銃が長らく使用される一因ともなっている。
最初に生産されたM1891モデルのリアサイト（照門）はタンジェントサイトで、距離表尺の標示には、ロシア帝国独自の単位であるアルシンが使われていた。全長は約130cmで、Gew88やリー・エンフィールドなど世界各国の同世代の軍用ボルトアクション小銃と比べて最も長い。
モシン・ナガン小銃の銃身のライフリングは右回りの4条で、ツイストレートは1:9.5インチまたは1:10インチ。5発の固定内蔵弾倉は、弾薬を一発一発に装填することもできるが、軍用では5発装の挿弾子で装弾することが一般的である。構造を可能な限りシンプルにすることに設計の重点が置かれ、そのため、内部機構は7つの部品で構成され、トリガーは3つの部品のみで構成された。
モシン・ナガンの遊底閉鎖には、前部にある2つのロッキングラグが使用される。遊底はロックされた時の3時の位置から、回転させてロックを解除したときの12時の位置まで、90度回転する。安全装置は遊底の後ろにあり、安全を確保するには、バネに逆らって安全装置を引き戻し、側面まで回転させる必要がある。発射準備を行うには、安全装置のノブを後ろに引き、垂直位置まで回転させる必要がある。遊底を取り外すには、遊底を最後方まで引き戻し、引っかかったと感じたら引き金を引く。これにより、遊底が引っ掛かりを通り抜けて小銃から取り外すことができる。
固定弾倉の底部には、ドアを下向きに開く留め具が付いている。これを外せば、小銃から弾倉を手動で取り出すことができる。弾倉は単純な単列式で、装弾数は同じ五発ながら複列弾倉を採用したGew98や有坂銃などより長く、銃床から突出していて、外見上の特徴となっている。
銃剣はスパイク型のものを使用する。ロシア帝国軍とソ連赤軍では、銃剣は着剣状態で携行するため、鞘が付属しておらず、射撃の際も着剣したまま行うことが基本とされていた。照準も着剣状態に合わせて調整しているため、銃剣を外して撃つ場合、改めて調整し直さなければならなかった。この特徴から、銃剣と着剣機構を着脱しやすいように変更、あるいは削除するバリエーションもある。
21世紀の基準からすれば、モシン・ナガン小銃は古い兵器である。オリジナルモデルの全長は長く、銃床は人間工学的に洗練されておらず、安全装置の操作は面倒で、引き金のトリガープルは長い。すでにマウント(照準器取付基台)が設置された狙撃銃仕様を除けば、光学照準器の装着は困難である。遊底のロックはタンバリンのようにガタガタ音を立てる。しかし、モシン・ナガン小銃とその弾薬は両方とも、過酷な条件下でも確実に機能する。また、素指で30秒内に分解して組み立てることが可能である（かつてこれはフィンランド軍兵士が基地内夜間休暇を取得するための必須条件だった）。モシン・ナガン小銃は19世紀から様々な国の軍隊で使用され、現在に至るまで世界規模の紛争で引き続き使用されていることは、適切に更新されればその有用性が永続することを示している。

1938年、日本陸軍画報社が発行した文書は、当時ソ連赤軍が使用するM1891/30モデルのモシン・ナガン小銃とその狙撃型の射撃性能について、次のように評価した(原文を要約)：
赤軍現用の一九三〇式小銃を使用する熟練射手は一分間に一〇発から一二発を発射します。弾道の低伸が大きな力を有っております。四〇〇米以内の射程ではその弾道下にある一切の目標を、七〇〇米以内では立姿の高さにある一切の目標を殺傷します。
赤軍狙撃兵の眼鏡照準器付小銃は、一〇〇〇米以上の射距離でも精確なる射撃によって重要目標、例えば敵の指揮官、機関銃手、観測手、連絡兵を殺傷する独立射撃を行ふことができます。眼鏡照準器は特殊光学硝子を有する円筒と照準装置から作られており視力を増大して照準をたやすくするばかりではなく、薄暮や月明でも使用できます。赤軍の指揮官はこの価値を認めて、上海戦の時家屋や家根裏にかくれた支那(中国)の狙撃兵はこの銃で日本軍に大きな損害を与えたと言っております。

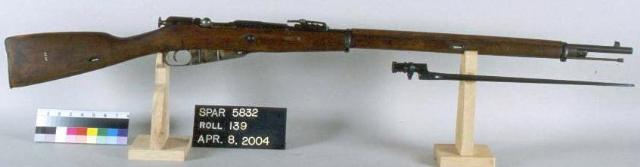
M1891とスパイク銃剣
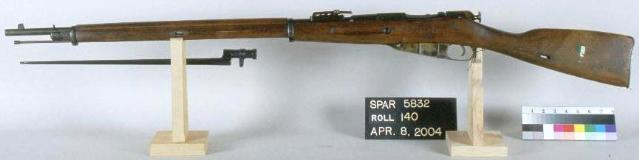
M1891とスパイク銃剣
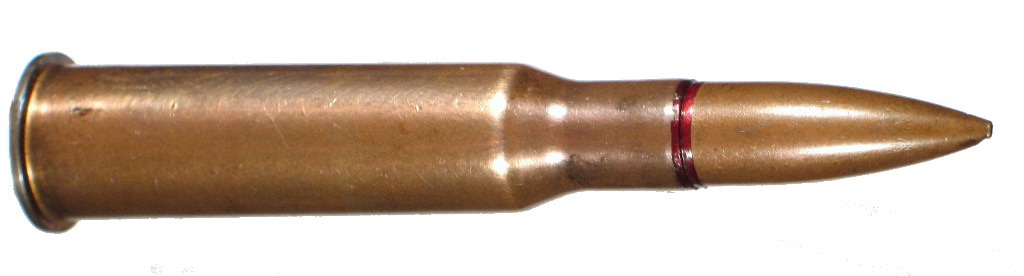
7.62x54mmRの実包
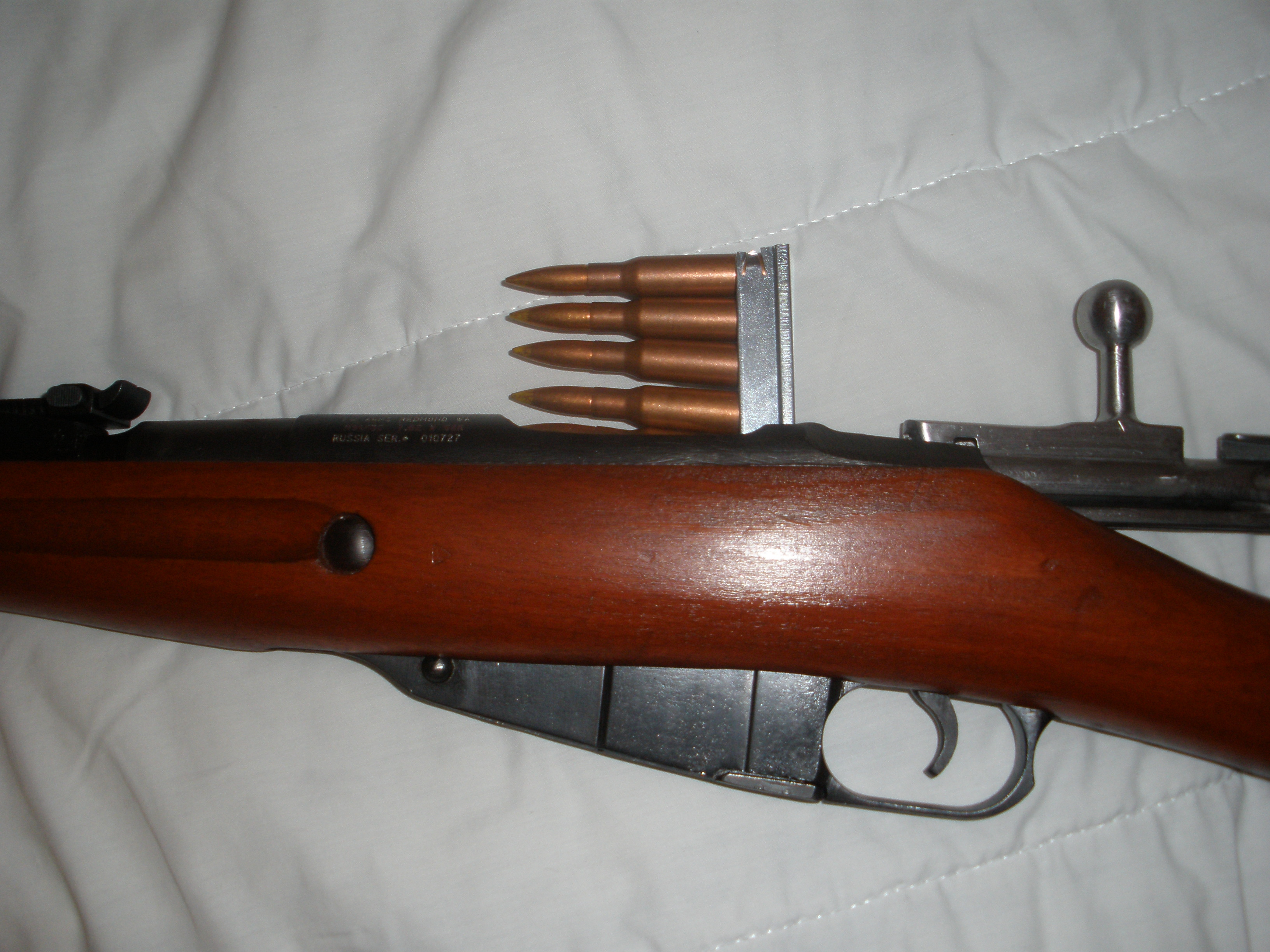
挿弾子による装弾
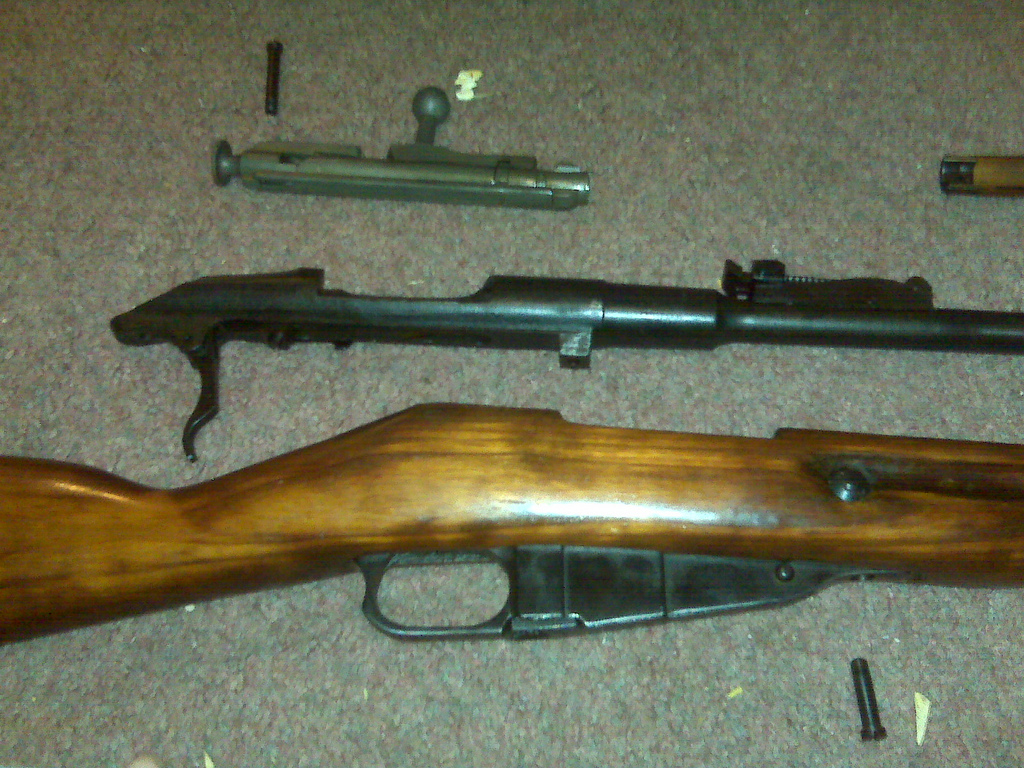
遊底と機関部を銃床から分解した状態。簡素な引き金機構が見て取れる。
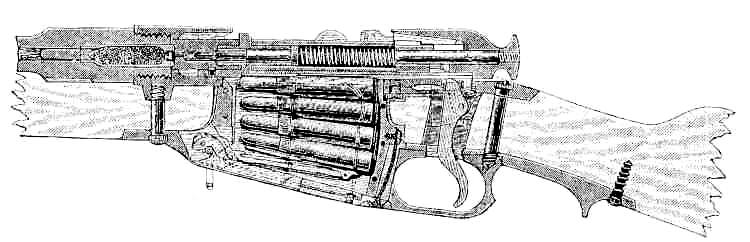
モシン・ナガン小銃機関部図解
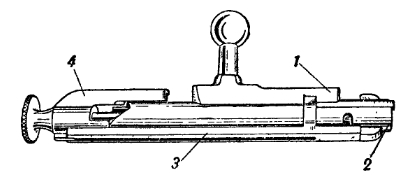
モシン・ナガンの遊底。1=ボルトハンドル、2=ボルトヘッド、3=ボルト本体、4=コッキングピース。遊底を操作する時、1と2は回転するが、3と4は回転しない。4は安全装置を兼ねて、引っ張って側面まで回転すれば安全状態となる。

## 制式名称
採用当初、制式名称は口径にちなんで「1891年式3リニヤ小銃」（ロシア語：трёхлинейная винтовка образца 1891 года）と名付けられた。英語ではスリーラインライフル（英語: Three-line rifle）などと訳され、1900年代の日本語文献では「三リーニヤ銃」または「三線銃」と訳された。「リニヤ」（ロシア語: Линия）は古い長さの単位で、1リニヤは0.1インチ、3リニヤは0.3インチとなる。ミリメートルに換算すると、 3リニヤは7.62 mmとなる。
ロシア軍は新型小銃の開発トライアルにあたって、ドイツ小銃試験委員会とよく似た小口径小銃試験品開発委員会（ロシア語: Комиссия для выработки образца малокалиберного ружья）を設立した。委員会がトライアルの最終段階まで残ったモシン大尉（当時）とナガン社（以下、「ナガン」と称する）が別々と提出した小銃設計を評価した結果、モシン大尉の単純で堅牢かつ低コストの基礎設計に、ナガンが開発した挿弾子と弾倉の形など装弾に関する設計、そしていくつか委員会メンバー自身の意見を加えて、新型小銃の設計を決めた。
このため、命名と権利について暫く揉めた。自分の設計と関連する特許を取得したナガンはロシア軍に対して訴訟を起こして権利金を要求した。ロシア軍は反発したが、後にナガンM1895拳銃を開発したナガンとの関係を維持するため、トライアル勝者とされるモシン大尉が受け取った金額に相当する20万ルーブルを支払った。最終的にロシア皇帝アレクサンドル3世の決断で、モシンとナガンの名前は冠名されず、「1891年式3リニヤ小銃」の制式名称が決められた。モシンは軍で昇進を重ねて、小銃開発の功績で軍からも表彰された。その一方、ナガンはこの小銃について自分の功績を宣伝したため、「モシン・ナガン」の通称は西欧の新聞に掲載されるようになった。
ソ連では1924年以降、この小銃は正式に「モシン小銃」（ロシア語: винтовка Мосина）と名付けられた。西欧で広まった「モシン・ナガン」の名はこの小銃の俗称に止まり、公式に使用されていない。また、いくつの発展型は公式で依然に単なるモデル番号で呼ばれる。

## 機構の特徴
20世紀前半に渡って交戦していたGew88とGew98、有坂銃など同期のボルトアクション連発軍用小銃と比較する場合、モシン・ナガンの遊底機構の最大の特徴は、ベルダンⅡ型M1870小銃から継承した、排莢口にある、ボルトハンドルと一体化されて、ロッキングラグとしても機能する大きなボルト本体の凸部である。これはGew71、村田銃など一世代前の単発ボルトアクション銃によく見られる構造だが、モシン・ナガンの遊底はボルトヘッドに新世代の小型ロッキングラグを備えたながら、この構造を予備ロッキングラグとして保留した。この古くて単純な設計は製造コストを削減し、過酷な環境下でも確実に機能して遊底閉鎖の堅牢性を実現する一方、ロッキングラグが機関部の構造体と接触する面積が広いために摩擦力が大きくなり、しばしば「モシン・ナガン小銃の遊底は操作しにくい」と指摘される要因となる。特に遊底や薬室の加工精度が悪い、長期保管のためにパーカー処理を受けた、潤滑油・防錆油が低温で凍結または経年劣化して固着しているなど場合、この問題が顕著になりやすい。とはいえ、通常この問題は遊底と薬室を掃除して部品を磨くことで改善できる。 (ただし、高圧ハンドロード弾薬を使用する場合、これは過剰な圧力の兆候である可能性がある)
また、光学照準器を運用する場合、排莢口にあるモシン・ナガン式ボルトハンドルは光学照準器またはそのマウントと干渉しやすい。ソ連とフィンランドが開発したモシン・ナガンの狙撃仕様には、ボルトハンドルを曲げ、マウントを排莢口を避けて固定するなど、この問題点を克服するための工夫が見られる。これは現代にボルトハンドルが遊底尾部に位置するモーゼル式機構が主流となっている理由の一つでもある。
ベルダンⅡ型M1870小銃からは2ピースの遊底構造も継承している。2ピースの遊底構造自体は19世紀末期のボルトアクション銃器ではそう珍しくなく、ほぼ同時期に設計されたGew88とルベルM1886の遊底も2ピース構造であるが、本銃が制式化されて僅か数年後に登場するGew98と有坂銃は、現代で主流となっている1ピース構造のモーゼル式遊底構造を採用した。
ボックスマガジンにおけるリムド弾薬が次弾と引っ掛かる「リムロック」(Rim Lock)と呼ばれる進弾不良と、二重装填の問題を防ぐため、同期の他国小銃であまり見られない機関部の壁に固定される、弾倉への進入角度を調整する装弾誘導器(フィーダー・ガイド)と進弾断続器(インターラプター)を兼ねる多目的蹴子（エジェクター）を採用したことはもう一つの特徴である。この構造もまた蹴子の構造強度と機能の確実性を確保すると同時に、機能させるには力を要するため、「モシン・ナガン小銃の装弾や抽筒排莢は困難」と指摘される要因となりやすい。これ以降、装弾誘導器と進弾断続器の機能こそないが、排莢口の直後に位置して、遊底ではなく機関部の壁に固定される頑丈な蹴子は、長らくSKS、AK-47、SVDなどロシア製軍用小銃の特徴となっている。
連発ボルトアクション銃器の中でも比較的特殊な構造を採用し、欠点もあり、低コストで実現できる頑丈さより操作のスムーズさを重視することが一般となっている現代のボルトアクション銃器に、モシン・ナガン式機構が採用されることは稀となっている。その一方、1891年以来、様々な発展型が作られたにもかかわらず、ボルトハンドルを曲げる以外モシン・ナガンの遊底機構と装弾機構だけは殆ど変わらない。銃床、銃身、照準器、引き金など他全ての部品を新しい物に変更しても、遊底、機関部と弾倉をほぼそのまま使用する改修型は多い。一部の1890年代に製造された機関部の部品が、2020年代においてもフィンランド軍の現役狙撃銃に使用されている。

特筆すべきことに、ボルトハンドルの構造強度が高いため、手動だけでは遊底機構を作動できない場合、ハンマーなどでモシン・ナガンのボルトハンドルを叩いて強引に作動させる応急処置は実射の現場で時々見られる。

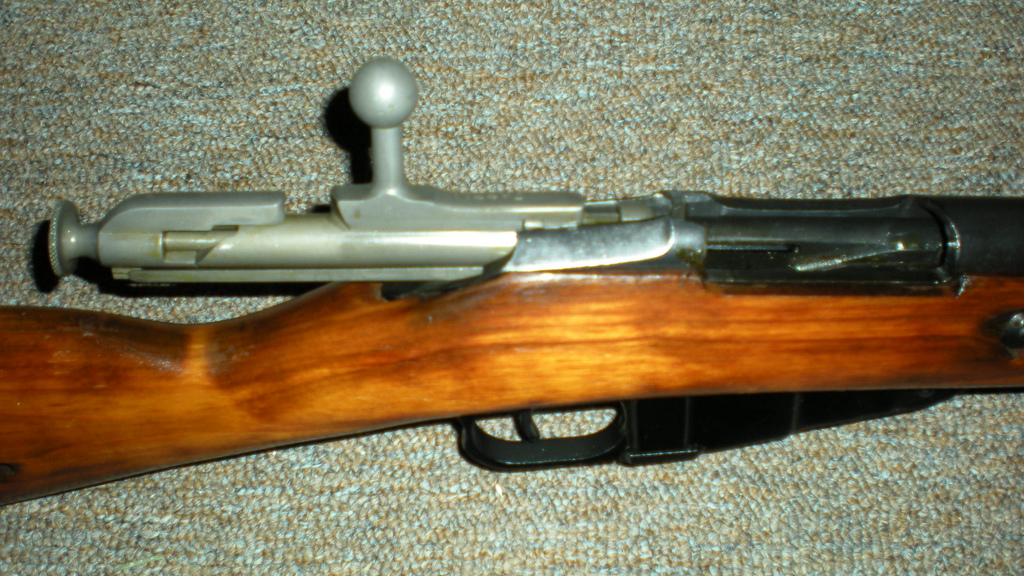
遊底開放状態のモシン・ナガン小銃。
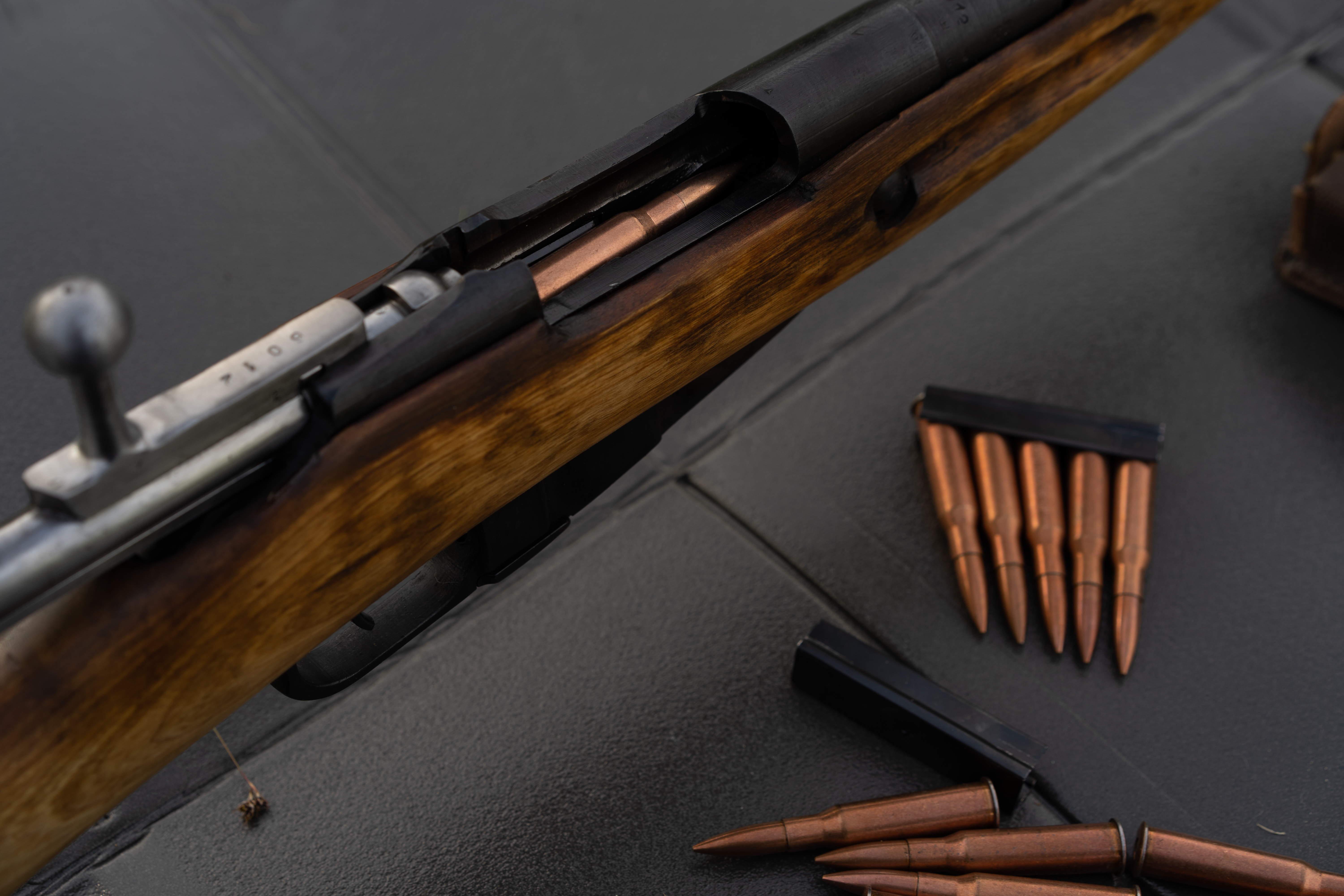
遊底開放状態のモシン・ナガン小銃、不明瞭ながら装填された実包の左上に進弾断続器を兼ねる蹴子が見える。
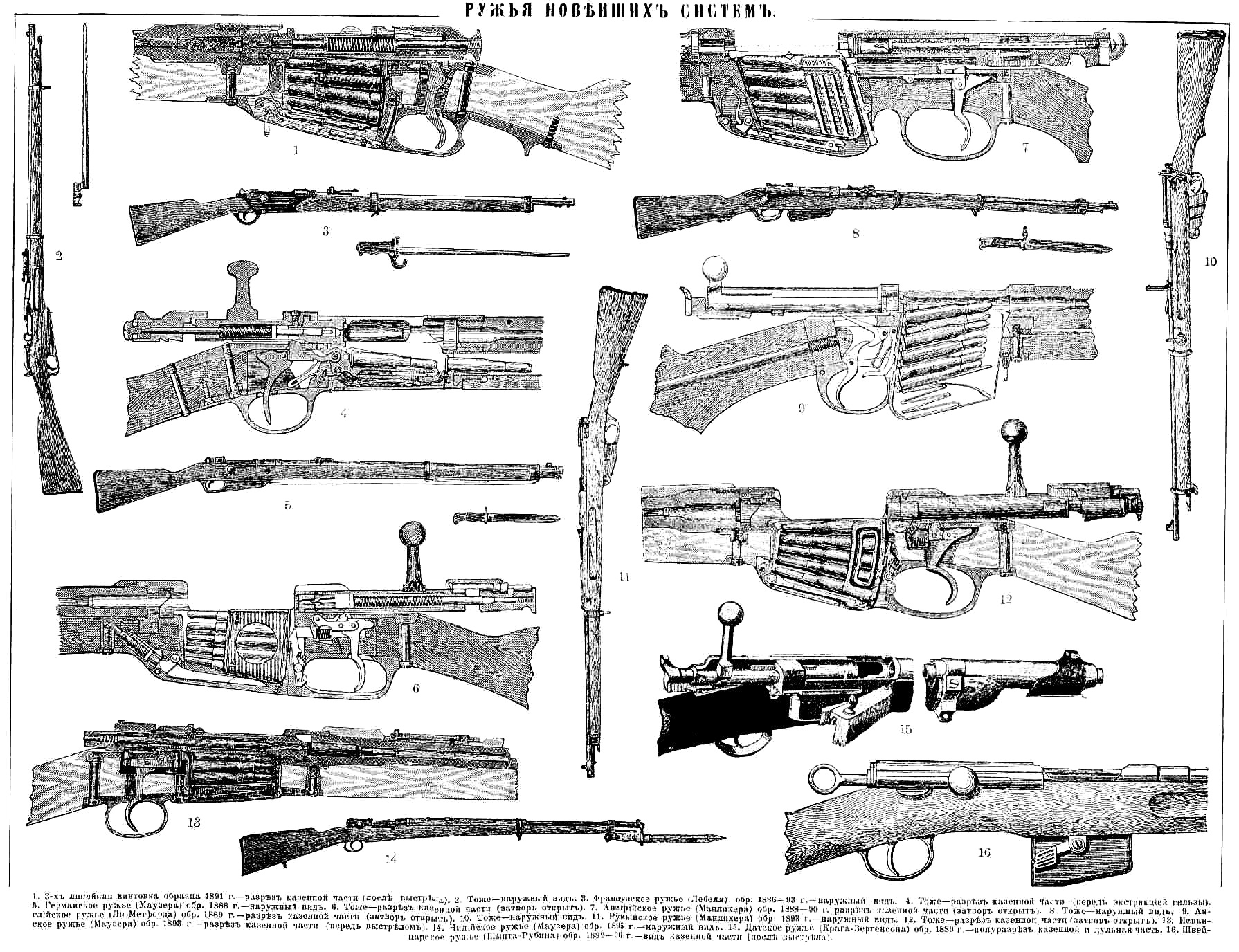
1905年時点で制式使用中の諸国軍用小銃構造図解、左上はモシン・ナガン小銃。
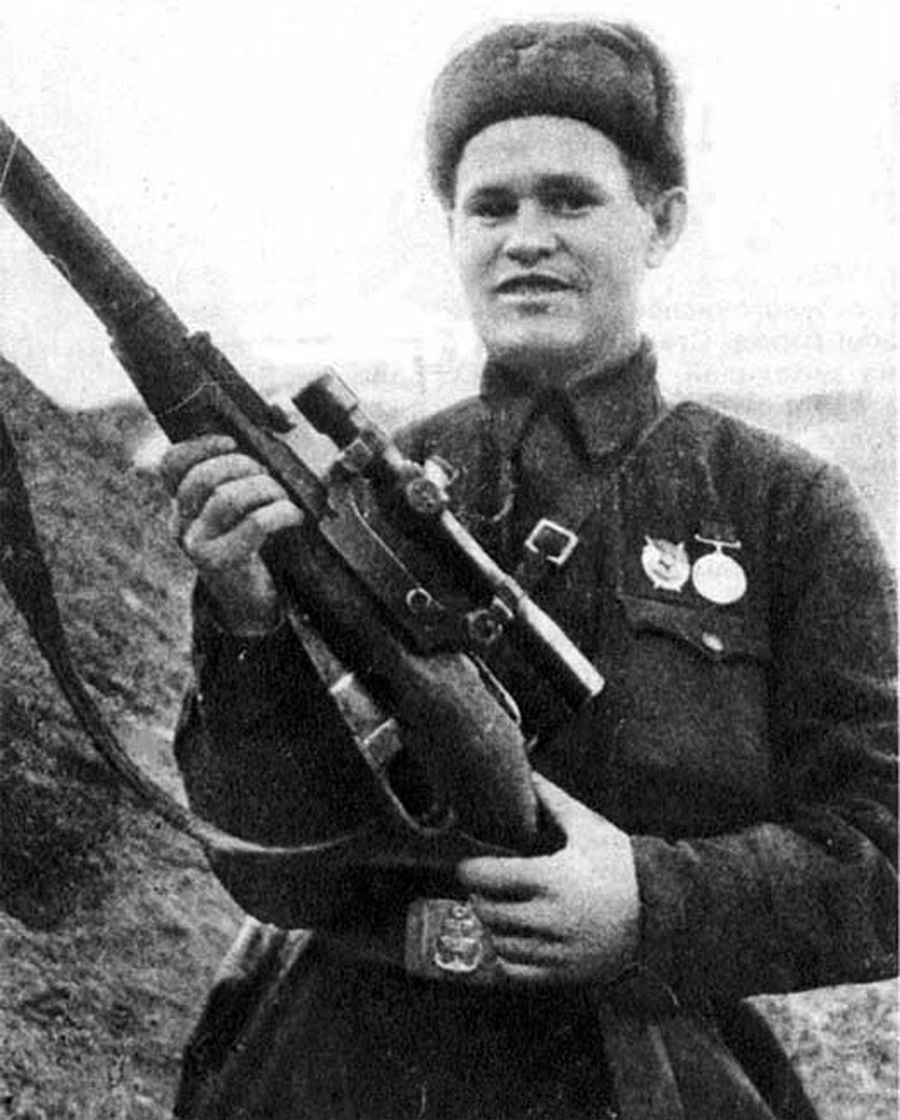
PEM型照準眼鏡付狙撃仕様を使用するソ連狙撃兵ヴァシリ・ザイツェフ。照準器マウントは銃の左側面に固定されている。
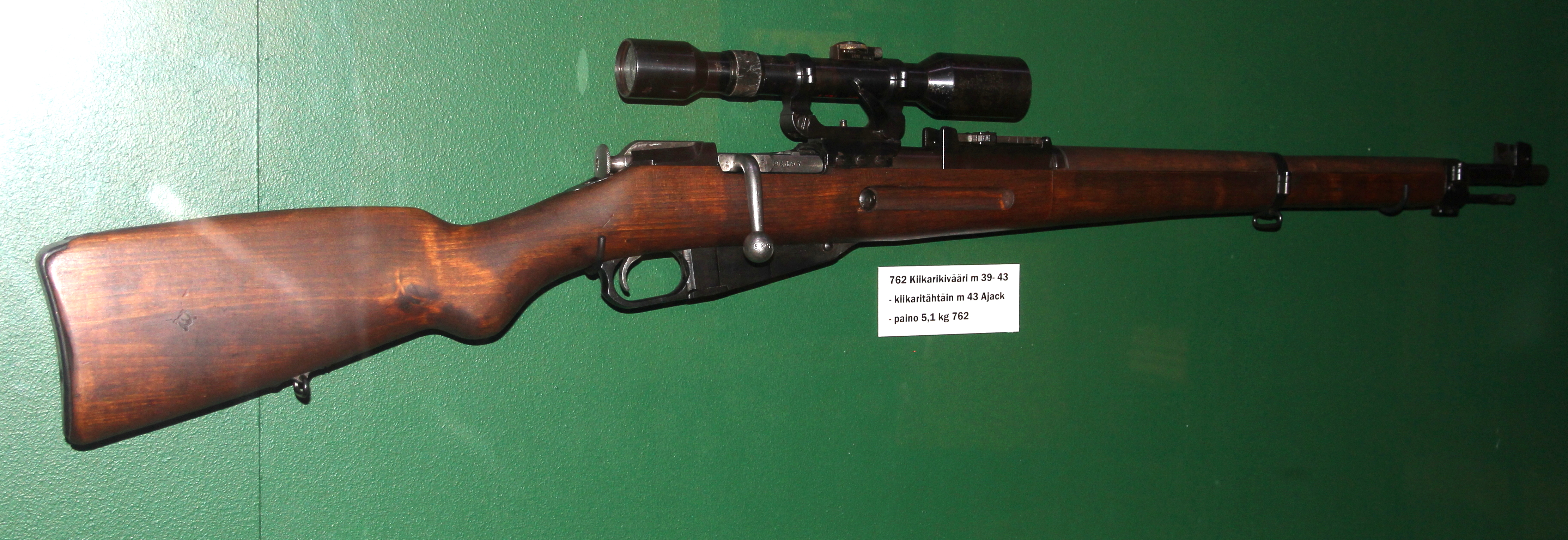
フィンランドが開発した、ドイツ製照準眼鏡付狙撃仕様M39-43。照準器マウントは排莢口の前に固定されている。

## 生産
モシン・ナガン小銃の主要なモデルとしては、ロシア帝国時代で製造されたM1891モデルと、ソ連時代で改修・製造されたM1891/30モデルで、他にも多くの派生型が存在する。
M1891モデル世代には、歩兵用小銃、騎兵用に10cmほど短くなったドラグーン騎兵銃、ドラグーン騎兵銃と同じ長さだが着剣できないコサック騎兵銃の3種類があった。また、後方要員向け短縮化カービン型のM1907モデルは1907-1914年間だけ少数生産された。

M1891/30モデル世代は、主に歩兵用小銃と、短縮化カービン型のM1938、M1938に折り畳み式スパイク銃剣を追加したM1944の3種類があった。また、歩兵用小銃型から改修した狙撃銃型も第二次世界大戦中に広く使用されていた。

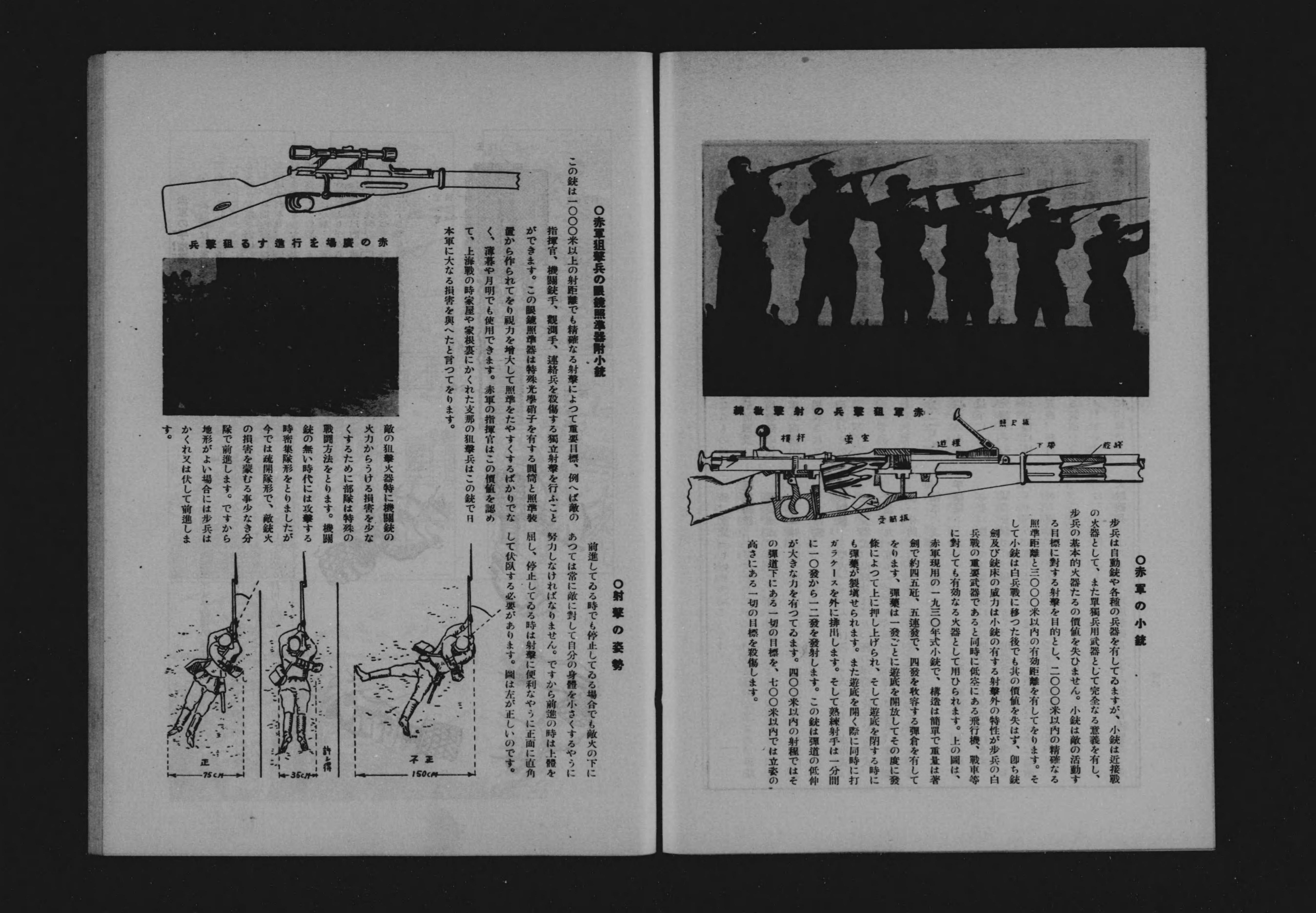
1938年の日本語文献に記載されるM1891/30と狙撃銃型の図解。図中の狙撃銃型は1940年以前で生産されたPEまたはPEM照準眼鏡付。

M1891の採用直後はロシア帝国の依頼により、フランスの国営シャテルロー造兵廠で約50万丁が生産された。のちに国産化され、トゥーラ造兵廠、イジェフスク造兵廠、セストロレック兵器廠などの兵器工場で本格的に生産が開始された。
M1891はロシア帝国からソビエト連邦移行後の1920年代まで生産され続けた。その間にいくつかの改良が行われ、1924年には、E.カバコフとI.コマリツキーが、銃剣留めをスプリング式リングに変更してグラつきを無くした。パンシンは照星覆いを開発し、装弾クリップも単純化して、距離表尺も頑丈なものに変更された。
1930年4月28日には、M1891騎兵銃型をベースに全長を短縮して、距離表尺の標示をメートル法に変更し、コストダウンを行ったM1891/30が採用され、生産を開始した。既存のM1891も多数がM1891/30へと改修された。M1891/30は主にトゥーラ造兵廠とイジェフスク造兵廠で1940年代末まで生産されていた。また、ソ連軍はM1891/30と共に、国産照準眼鏡と狙撃銃型を開発・運用し始めた。
第一次世界大戦中、ロシア帝国が国内生産数の不足を補うため、アメリカのニューイングランド・ウエスティングハウス社およびレミントン社とそれぞれ180万丁と150万丁のM1891の生産契約を締結した。レミントン社もこの頃はウィンチェスター社と同様にロシア軍に弾薬を供給していた。しかしながら、これらの契約はロシア革命により完全には履行されず、革命以前にロシア帝国軍に交付した47万丁を除いて、生産済みの数十万丁がアメリカ国内に取り残された。アメリカ政府は代金が支払われず破産の危機に瀕した両社を救済するため、ロシア内戦中の白軍に売却した一部を除き、原価で残った分を購入した。アメリカ政府は購入したM1891小銃の一部を、白軍とチェコ軍団に供与し、または協商国のロシア内戦への介入に派遣されたアメリカ遠征部隊に支給した。他に少数が訓練目的に使用されたが、大半は使い道が見つからず、後に民間市場に売却された。
第一次世界大戦後にロシア帝国から独立したフィンランドもモシン・ナガン小銃の主な使用国として知られる。フィンランドは独立の際に国内に保管されていたロシア軍のモシン・ナガン小銃を押収しただけではなく、直後に勃発したフィンランド内戦とソ連との緊張関係に対応するため、大戦中にドイツ帝国とオーストリア帝国がロシア帝国から鹵獲した余剰モシン・ナガン小銃、さらには戦後に戦勝国のフランスとイタリアなどが戦争賠償として接収した前述の鹵獲小銃をも輸入した。フィンランド政府は、銃器の調達費用を抑えるため、「物々交換」に近い形で、鹵獲品や援助で受け取ったモシン・ナガン小銃以外の銃器と弾薬を輸出する代わりに相手から不要なモシン・ナガン小銃を輸入する三角貿易を積極的に行った。一例として、1928年にフィンランドは日本の三十年式、三十五年式、三八式など有坂銃8,170丁と銃剣4,800本を武器商人経由でアルバニアに送り、チェコスロバキアとルーマニアの鹵獲品である銃剣付きモシン・ナガン小銃13,000丁を代金として受け取った。フィンランドが獲得したモシン・ナガン小銃は、「使える」状態のものから部品取りにしかならないものまで様々であり、余剰部品が豊富になるとともに、それで「新しい」小銃を製造し始めた。
フィンランドは手持ちのM1891モデルを基に、複数の発展型を独自に改修・製造し、最終的には1970年代までモシン・ナガン小銃を生産していた。フィンランド製モシン・ナガンの殆どは、寄せ集めたオリジナルM1891から取り出した機関部と遊底を基に、新しい銃身、銃床、照準器などの部品を組み合わせて作り出した銃であった。1930年代末、フィンランド軍は独自仕様のM/39小銃と共にモシン・ナガンの命中精度を向上させる独自規格の7.62×53mmR弾を導入したが、それ以降のフィンランド製モシン・ナガン小銃は依然として従来の7.62×54mmR弾薬を発射できる。継続戦争まで、フィンランド国内では国産光学照準器の生産能力不足と設計不良により、狙撃銃型は僅かしか生産されず、戦時中もドイツから輸入した光学照準器や鹵獲したソ連製狙撃銃から取り外した光学照準器の数が少なかったため生産数は増えなかった。そのため代わりとして鹵獲品のソ連製狙撃銃をそのまま使用するフィンランド兵士が多かった。そのような事情から、フィンランド軍はモシン・ナガン小銃のアイアンサイトの改良に拘り、また、シモ・ヘイヘを代表とする当時の信頼性が低い光学照準器を嫌うフィンランド兵士もいた。第二次世界大戦後には、より優れた光学照準器が普及し、複数の近代化改修された競技用と狙撃銃型のモシン・ナガン小銃が開発・運用された。特に、製造に使用されている部品の一部は1890年代まで遡れるTkiv 85の狙撃銃型は2020年代までフィンランド軍に配備されていた。フィンランド製銃器の中、不完全ながら10万丁以上の運用記録が残されており、2024年時点でそれら銃に行われた修理や改造、参加した戦闘、優勝した射撃競技に関する歴史情報を追跡調査するインターネットサービス「Mosin.fi」が提供されている。

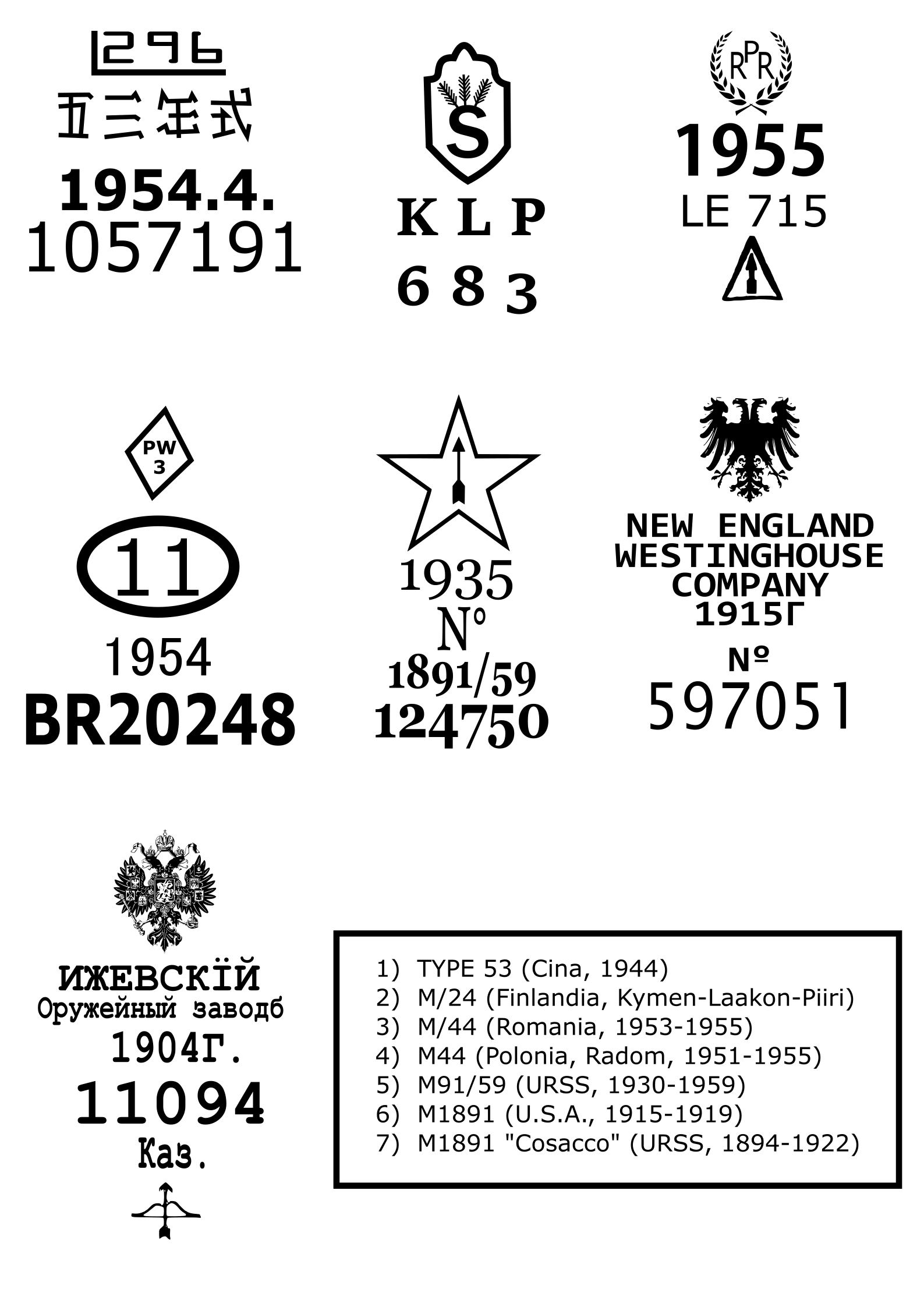
諸国で生産されたモシン・ナガン小銃の刻印例

フィンランドと同時期にロシアから独立したエストニアもロシア帝国から大量のモシン・ナガン小銃を継承しており、1920年代末、エストニア防衛連盟（エストニア語：Kaitseliit）がフィンランド製M/28-30モデルのモシン・ナガン小銃を受領し、さらにフィンランドから技術提供を受けていくつかの発展型をソ連に占領されるまでに生産していた。
第一次世界大戦後に独立を回復したポーランドはポーランド・ソビエト戦争で大量のモシン・ナガン小銃を鹵獲したため、1920年代にドイツGew98小銃に準ずるModel 98a小銃を採用した後、保有するモシン・ナガン小銃を7.92×57mmモーゼル弾を使用するKarabinek wz. 91/98/23とその発展型に改修した。
第二次世界大戦後、ポーランドを含めて、共産党に赤化されたチェコスロバキア、ルーマニアなど東欧諸国と中国は、ソ連から技術提供を受けてモシン・ナガン小銃を1950年代までに生産していた。
21世紀において、軍用型の完全新造はほぼなくなったが、「フロロフカ」と通称されるスムースボア猟銃型や.22LR口径型など民生用銃器としての派生型の生産は続いている。また、大量のモシン・ナガン小銃が軍用・民生を問わず使用されているため、改修用部品は製造され続けている。

## 運用
1877年-1878年の露土戦争で、オスマン帝国軍のM1866 ウィンチェスター連発銃と交戦し、黒色火薬の弾薬を使う単発式ベルダン小銃の性能限界を感じたロシア軍は、1889年に新型小銃と弾薬の開発を開始した。
1891年、後に「モシン・ナガン」と通称されることとなる、「スリーラインライフル Model 1891」と発射薬に無煙火薬を用いる7.62x54mmR弾が制式化された。
1893年、パミール高原でのロシア軍小規模偵察部隊とアフガニスタン軍の衝突で新型小銃が初めて実戦でテストされる。
1900年に起きた義和団の乱で、初めて大規模戦闘に実戦投入された。
1904年の日露戦争時、ロシア軍には約380万丁のモシン・ナガン小銃が導入され、日本軍の有坂銃と銃火を交えた。前線に行き渡る新型小銃の強力な性能と高初速弾により、ロシアの小銃兵は500ヤード(約450m)近く離れた標的と交戦することができ、新世紀の戦場の危険区域が劇的に増加した。戦争中に日本軍は10万以上のロシア銃器を鹵獲した。これらロシア銃器は日本軍によって旅順港に保管され、後のシベリア出兵で鹵獲した分を含めて1920年代後半から1930年代前半にかけて再び使用された。1931年に日本が満州を占領した後、日本軍は親日の中国武装勢力にモシン・ナガンを含む大量の小銃を供給した。また、正確な時期は不明だが、おそらく1937年から1942年の間、日本軍は鹵獲小銃の一部を訓練用単発小銃に改修した。
1914年に勃発した第一次世界大戦でもモシン・ナガン小銃はロシア軍の主力小銃として使用されていた。当時、流通していたモシン・ナガン小銃は約450万丁だったが、需要全体を満たすには程遠かった。そのためロシア政府は増産と国外発注と共に、不足分を輸入品のウィンチェスター M1895小銃と、やや威力の劣る日本製の有坂銃で補充することにした。大戦中に大量のモシン・ナガン小銃がドイツ帝国軍とオーストリア帝国軍に鹵獲され、鹵獲小銃の一部は二線級部隊に支給され、あるいはトルコなど他の中央同盟国に供与された。

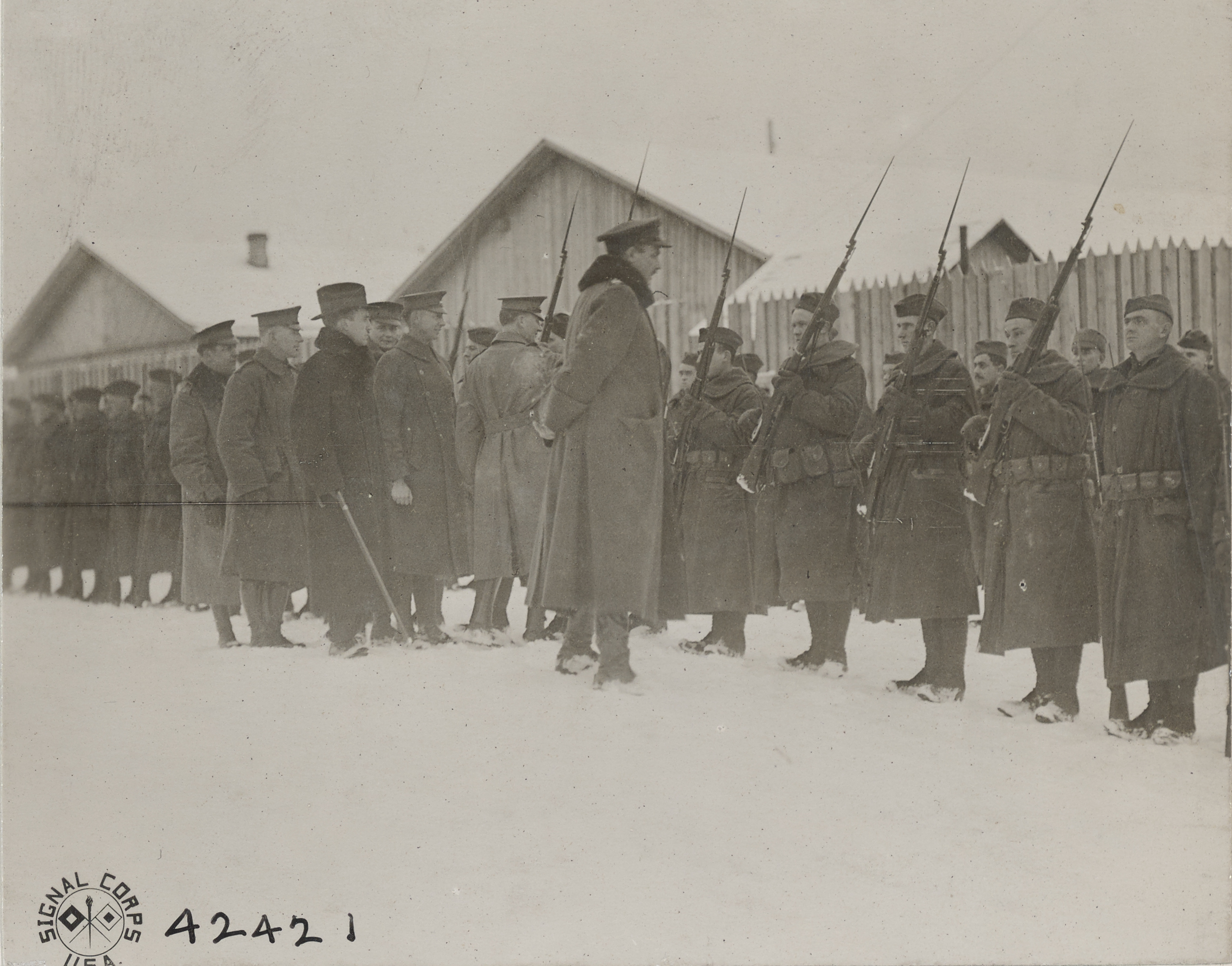
1918年11月20日、ロシア、アルハンゲリスク。北ロシア介入軍の指揮官、イギリスのエドムンド・アイアンサイド将軍の視察を受ける、モシン・ナガン小銃を装備したアメリカ陸軍第339歩兵連隊。

1917年、ロシア革命が勃発すると、ロシア帝国の大口発注を受けたが生産費を回収できない製造会社を救済するため、アメリカ政府に購入された米国製モシン・ナガン小銃の一部は、協商国のロシア内戦への介入に投入され、白軍、チェコ軍団、アメリカの北ロシア遠征部隊などに使用された。また、鹵獲品の形で赤軍の手にも渡った。
革命と内戦で混乱状態となった戦間期に、ロシア革命を起因とするロシア内戦、フィンランド内戦、ポーランド・ソビエト戦争、シベリア出兵など一連の紛争で多数使用されて、亡命した白系ロシア人と共に東欧諸国、モンゴル、中国にも流入した。さらに、ソ連政府は中国内戦とスペイン内戦の際、当地の武装勢力にモシン・ナガン小銃を大量に輸出した。

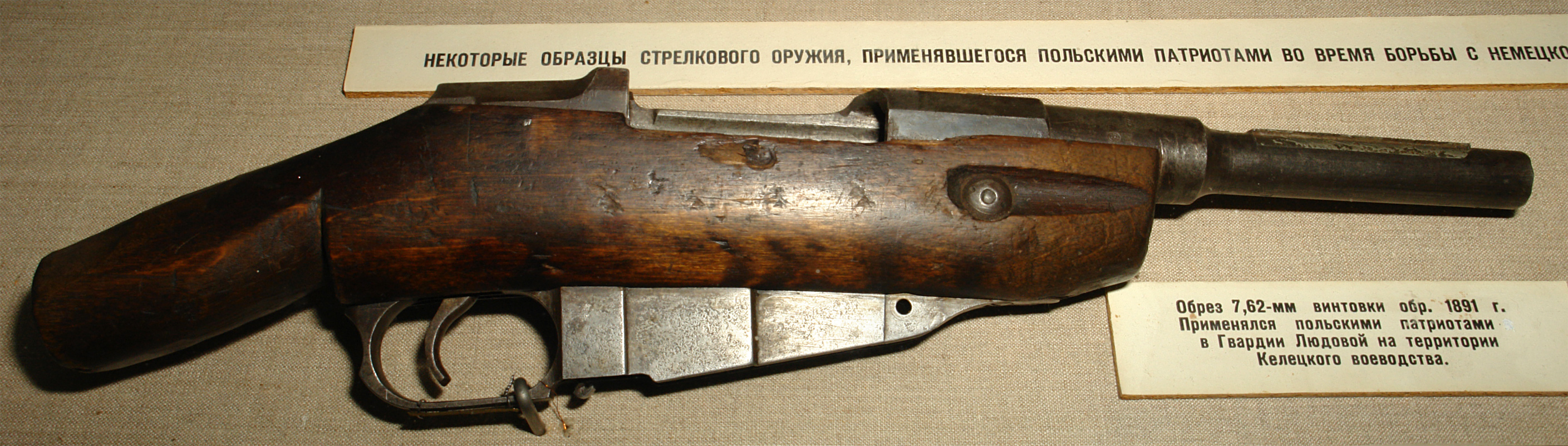
モシン・ナガン小銃から改造されたオブレズ・ピストル。(遊底は失われている)

また、戦間期の混乱と治安悪化により、ロシア語で「オブレズ」（Обрез、英語：Obrez）と呼ばれる、隠匿携帯しやすくするためにモシン・ナガン小銃の銃身と銃床を切り詰めたソードオフ改造拳銃が東欧に出回り始める。特にソ連ではオブレズ・ピストルのイメージがあまりにも広がっているため、内戦、第二次世界大戦、組織犯罪に関する映画には必ず登場すると認識されていた。
1939年から1945年まで行われた第二次世界大戦においても、各自が開発した発展型モシン・ナガンはソ連赤軍とフィンランド軍の主力小銃として大量に使用されて、生産が最盛期を迎えた。大戦の一部であり、冬戦争と継続戦争からなるソ芬戦争で、両軍はともにモシン・ナガン小銃を用いて激戦を繰り広げた。独ソ戦でソ連軍は狙撃銃型を広く使用していて、モシン・ナガン狙撃銃を使うソ連狙撃兵と関わる多くの伝説が生まれた。ドイツ国防軍も多数鹵獲したM1891とM1891/30に「Gew254(r)」という名称を与えて運用した。ただし、M1891モデルは標示にアルシンが使われていたため、自軍では使用していなかったが、ドイツ本国が危うくなった1944年から国民突撃隊に交付されるようになった。
1945年、第二次世界大戦終結直前に、半自動小銃のSKSがソ連軍の主力小銃として採用され、置き換えが開始された。1949年には、革新的な自動小銃であるAK-47への更新が進められ、1950年代になるとSKS共々、第一線の歩兵部隊では使用されなくなっていった。
第二次世界大戦後、モシン・ナガンは時代遅れになりつつあったが、その後も何十年にもわたり東側諸国および世界の他の地域で使用され続けた。モシン・ナガン小銃は、朝鮮半島やベトナムからアフガニスタン、ヨーロッパの鉄のカーテン沿いまで、冷戦の多くの戦線で使用された。また予備の備蓄としてだけでなく、前線の歩兵兵器としても保管されていた。
1989年まで続いた冷戦の中、ソ連、中国、東欧諸国から軍事援助を受けたほぼ全ての国が、さまざまな時期にモシン・ナガンを使用した。ソ連の影響圏内の中東諸国（エジプト、シリア、イラク、アフガニスタン、パレスチナの戦闘員）は、他のより近代的な武器に加えてモシン・ナガンを受け取った。ただ、歩兵用小銃としては旧式化が進行していたため、次第に狙撃銃としての使用が主になっていった。
1951年春以降、朝鮮戦争の戦線が38度線の山岳地帯付近で安定し、両軍は理想的な狙撃地である広い谷を見下ろす高台に陣取ったため、狙撃戦が広がった。モシン・ナガンの狙撃銃型は、北朝鮮人民軍では限定的に使用されたが、中国人民志願軍では広く使用された。
1975年まで続いたベトナム戦争において、米軍が軍事介入していた時期に、ベトコン側の狙撃兵達がモシン・ナガンを使用し、米軍と南ベトナム軍に対して大きな脅威を与え、米軍側の狙撃兵達と高度な狙撃戦を展開していたことは特に知られている。米軍狙撃兵を狩る北ベトナム軍狙撃兵「コブラ」、ベトコン女性狙撃兵隊長「アパッチ」などの伝説も米軍狙撃兵カルロス・ハスコックらによって流布されている。1970年4月1日、米陸軍第199歩兵旅団の指揮官ウィリアム・R・ボンド(William R. Bond)准将はベトコンの狙撃で致命傷を受け、ベトナム戦争中に死亡した5人目の米軍将官となった。
1978年に開始したソ連アフガニスタン戦争では、アフガニスタンに侵攻したソ連軍はモシン・ナガンをSVDが前線に配備される1982年春まで狙撃銃として運用していて、後に共産主義政権のアフガニスタン軍に供与した。ムジャーヒディーン軍もまた、モシン・ナガンを手に入れ、ソ連軍が撤退した後、続いて1980年代後半から1990年代の内戦中にモシン・ナガンを使用し続けた。。21世紀に入り、アフガニスタン紛争 (2001年-2021年)において、米軍の支援を受けた共和国政権のアフガニスタン国軍は、モシン・ナガンを訓練用及び儀仗銃として使用した。一方、反政府勢力であるターリバーンの一部は、モシン・ナガンを実戦に使用し、当時最新鋭のM4カービン銃を標準装備としていて近距離の射撃戦では優位に立てる米軍を悩ませた。一時期、兵士が明らかに練度が高い狙撃によって負傷または殺害される事件が相次ぎ、米軍は対狙撃戦闘強化の対応に追われた。装備と訓練において米軍に劣るアフガニスタン国軍にとって、ターリバーン狙撃兵の存在は更なる脅威となっていて、推定500-700メートルの距離からの狙撃により、銃弾が首に当たって戦死した兵士の例も確認された。
2011年から始まったシリア内戦でも狙撃銃として使用されている。ただし、シリアの反政府勢力が装備が不足しているためにモシン・ナガン狙撃銃を使用している一方で、シリア軍はより優れた最新の狙撃銃を持っているにもかかわらず、その大きな利点のために依然としてモシン・ナガン狙撃銃を使用している。モシン・ナガン狙撃銃の技術的および戦術的スペックは、同口径の現代狙撃銃に匹敵するものではないが、シリア軍が使用しているより近代的なドラグノフSVDやMTs-116Mなどの狙撃銃は、モシン・ナガンよりも重量があり、ファインダーを備えた複雑な照準機構を持っていて使用するには訓練が必要なため、すべての部隊に支給するには適していない。またモシン・ナガンはSVD狙撃銃やPKM機関銃と同様の標準的な7.62x54mm弾を使用するため、弾薬の供給はシリアでは大きな問題ではない。そのため、モシン・ナガン狙撃銃の時代遅れな設計は、シリア都市部の戦闘環境でうまく「生き延びる」のに役立ち、シンプルな構造、高い信頼性と精度を備えた強力な狙撃銃と考えられるようになっている。
2022年ロシアのウクライナ侵攻の際、ロシアは広範な総動員の一環として、ドンバス両占領地域の徴集兵と徴兵されたロシア民間人にモシン・ナガン小銃を支給した。これらの小銃は、少なくともマリウポリの検問所でロシアの支援を受けた分離主義民兵によって使用されていることは確認された。より高度な兵器との際立った対照を示しているが、直接戦闘に参加する可能性は低く、それでも銃器を必要とする人員に配備することは実利的な戦略とも考察されている。しかし2024年7月3日、ウクライナ軍陣地への攻撃に参加し、反撃を受けて亡くなったロシア軍兵士の一人が狙撃仕様のモシン・ナガンを装備していたことが、それを証明する写真と共にウクライナのジャーナリストによって報道されたことから、狙撃銃としては最前線にも配備されたと思われる。2024年まで、主に親ロシア派分離主義民兵、ワグネル・グループの傭兵、その他の準軍事組織によって使用されていたが、ロシア軍の正規部隊や、少数ながらウクライナ軍での使用も確認された。

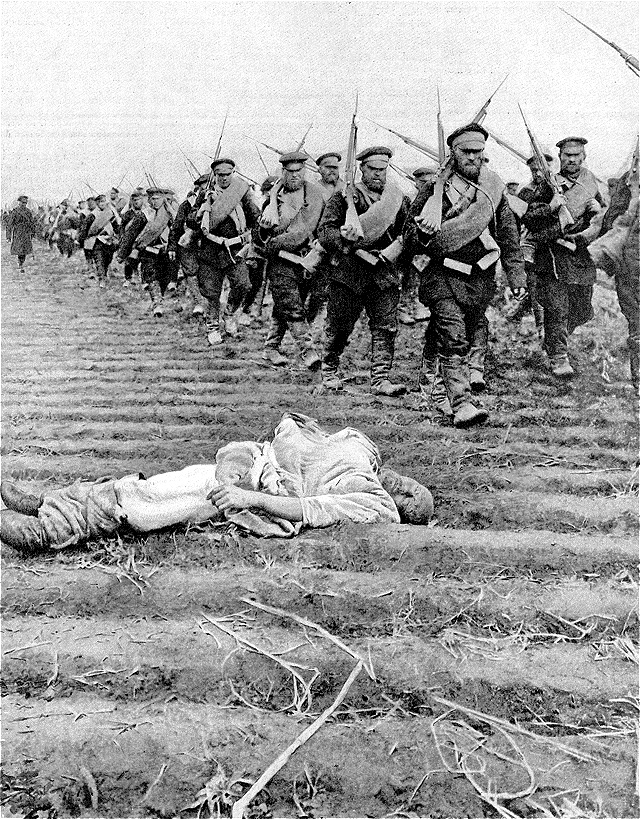
日露戦争、モシン・ナガン小銃を携えて行進するロシア兵士達。
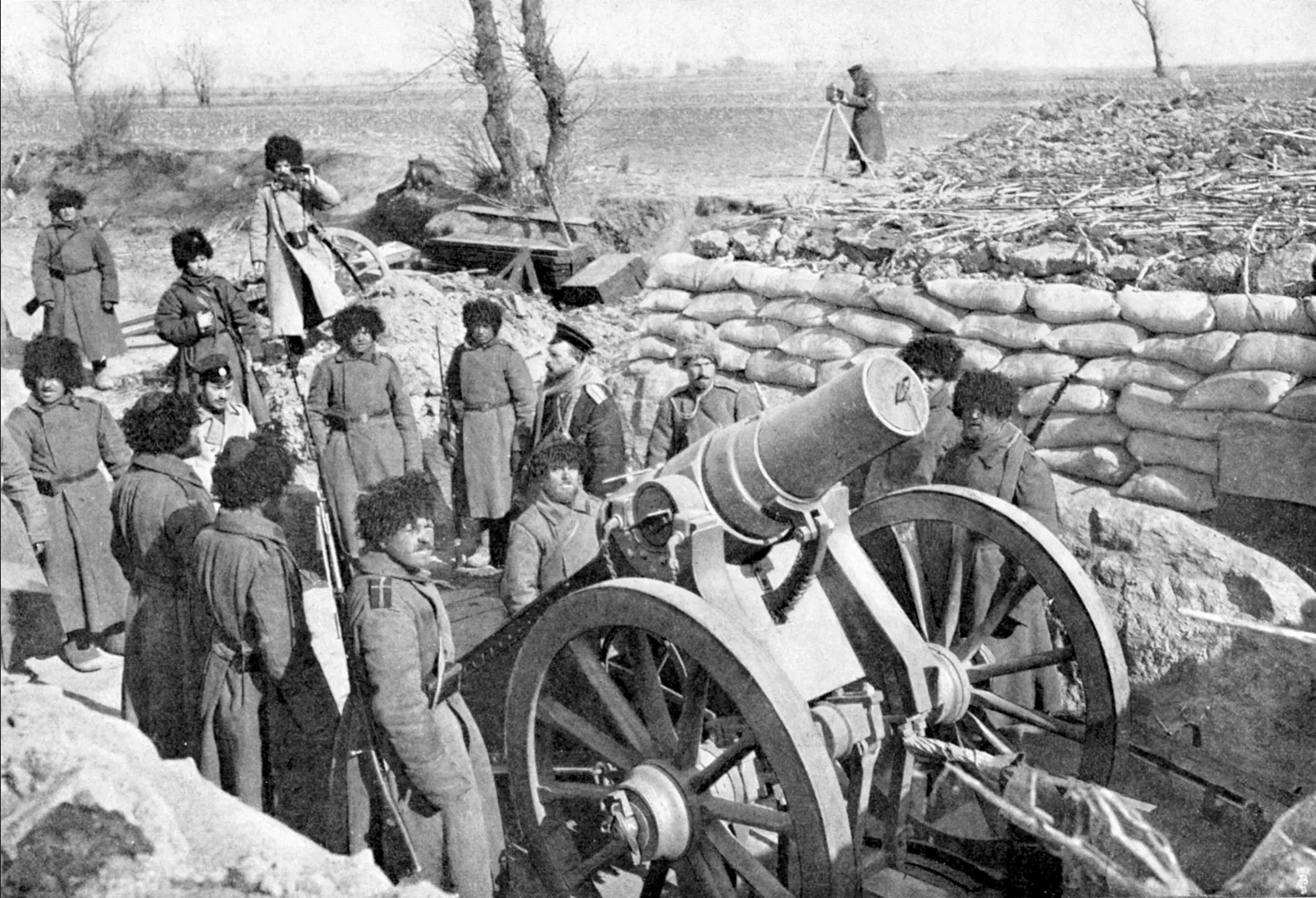
日露戦争、旅順攻囲戦、M1877 152mmカノン砲を操作するロシア兵士達。背中に長大なモシン・ナガンM1891小銃を背負う。
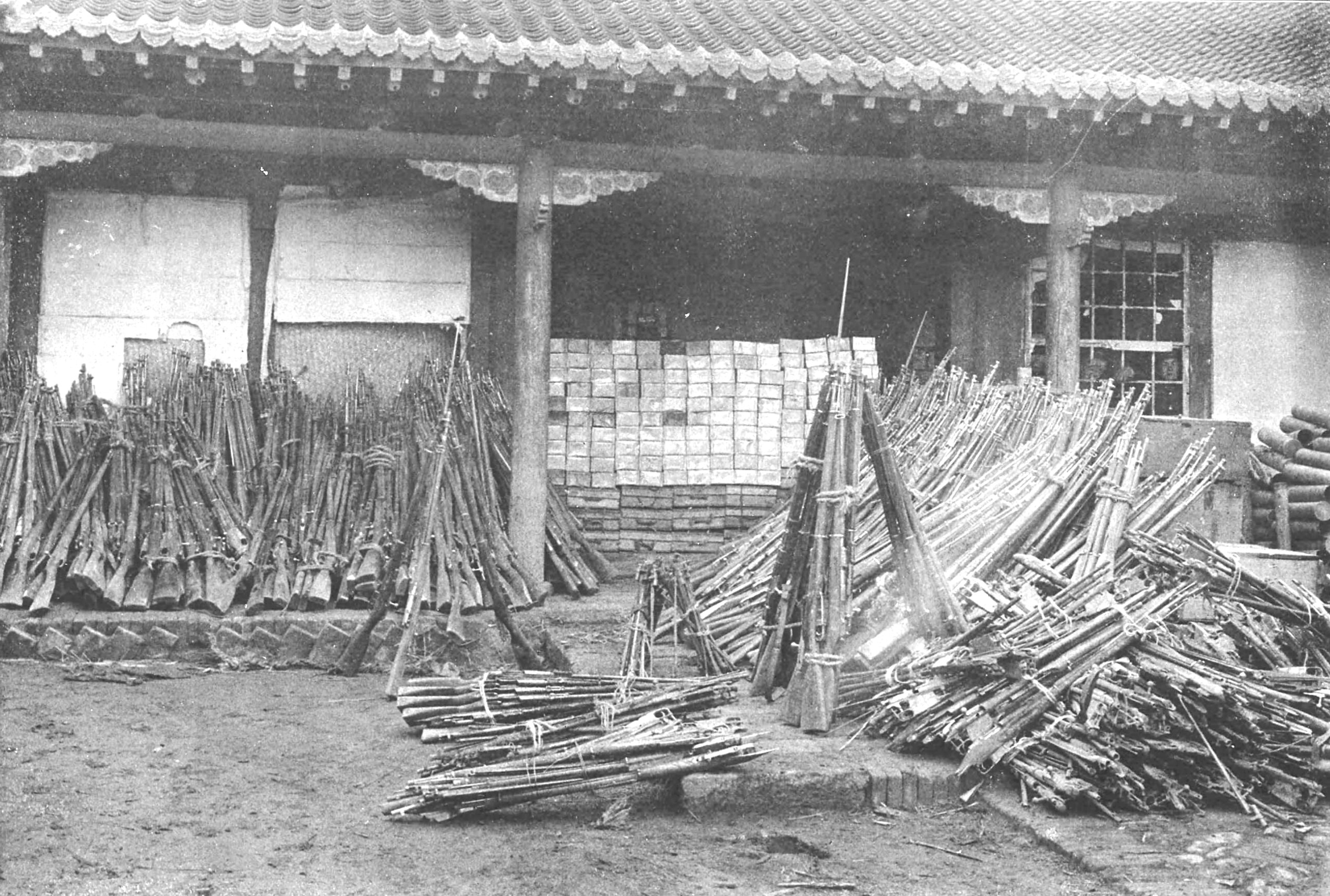
日露戦争中に日本軍によって鹵獲されたモシン・ナガン小銃。
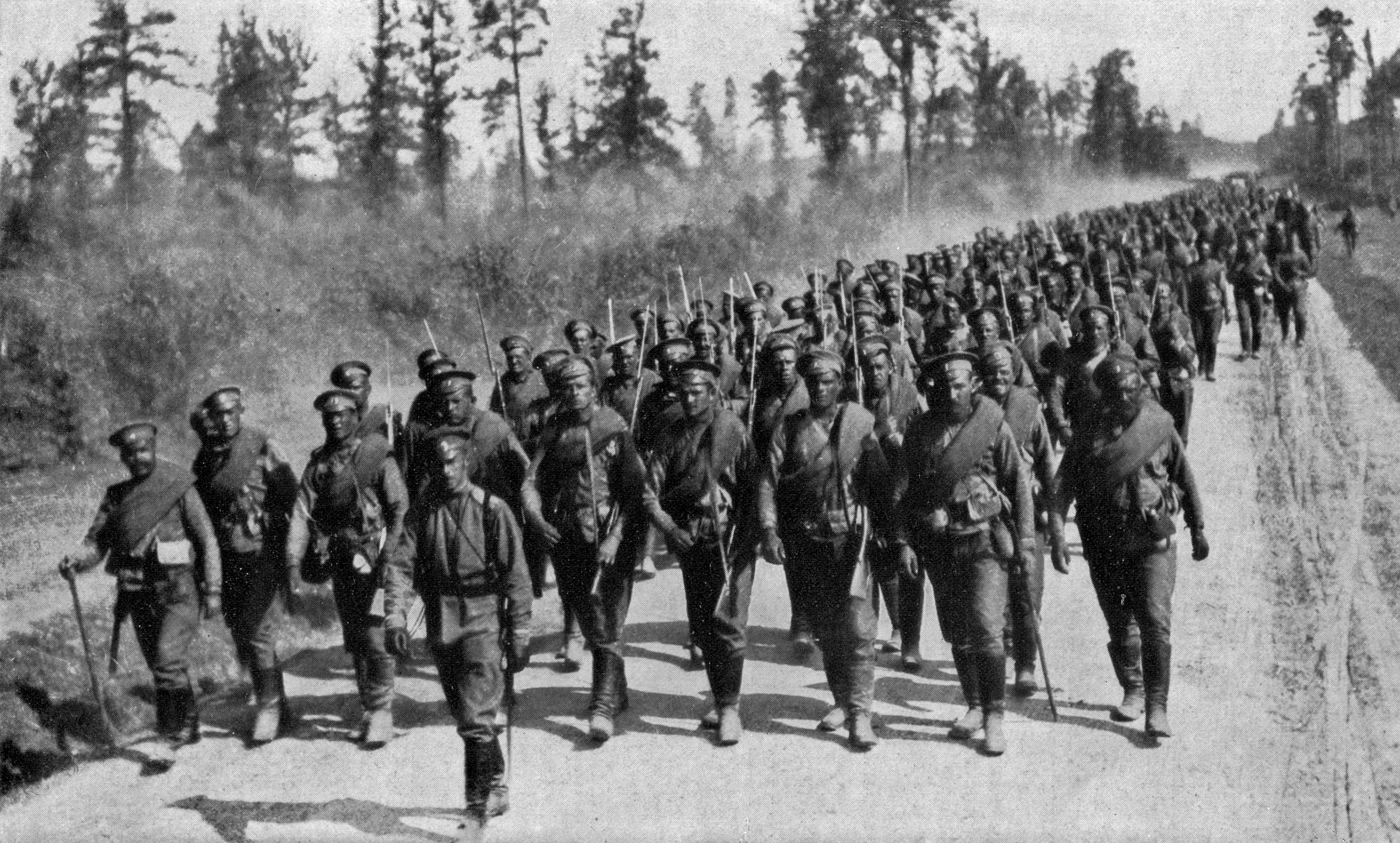
第一次世界大戦の東部戦線、モシン・ナガン小銃を背負って前線へ赴くロシア兵士達。
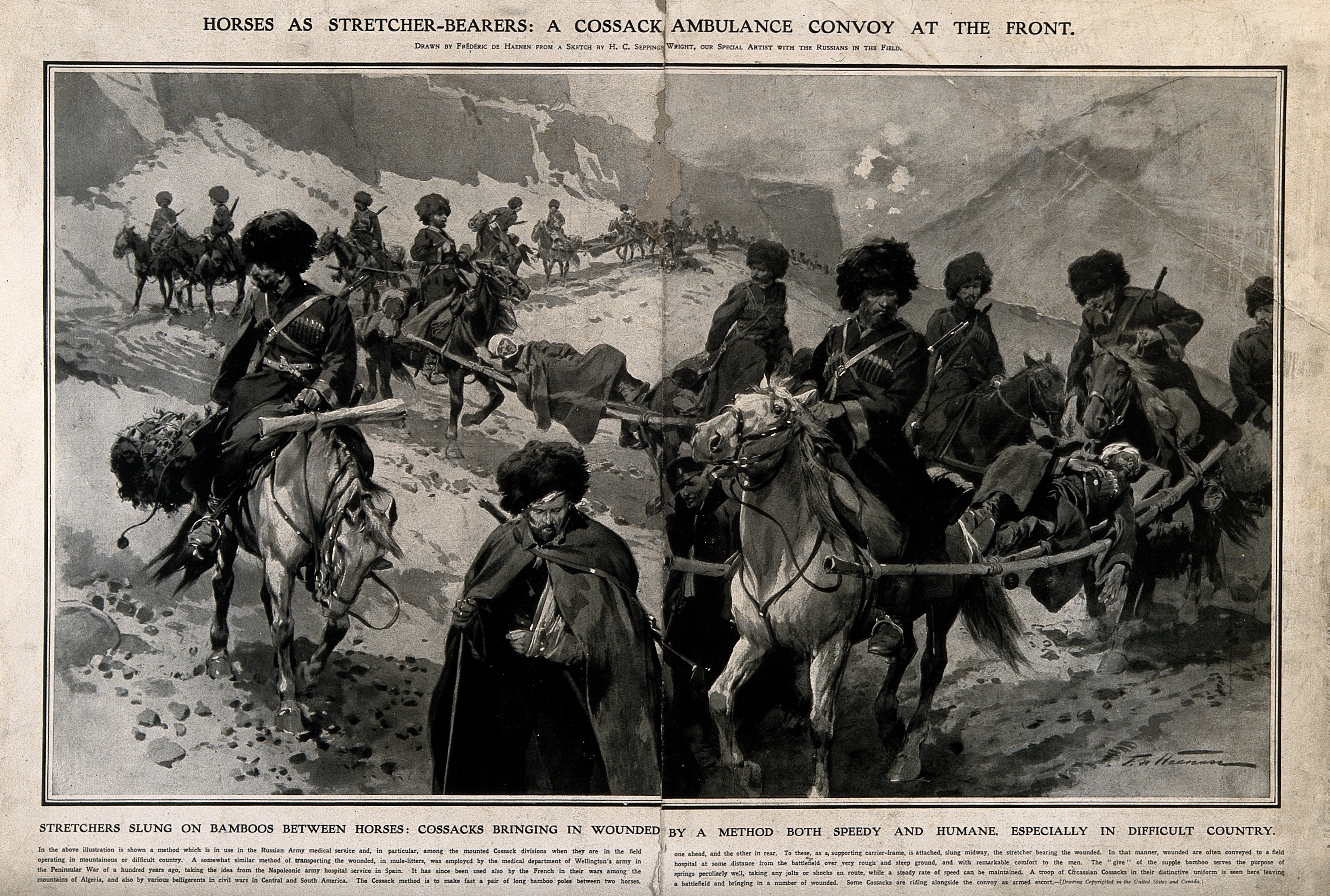
第一次世界大戦、1916年、モシン・ナガン小銃コサック仕様を携行しながら負傷者を運ぶコサック騎兵の画報。
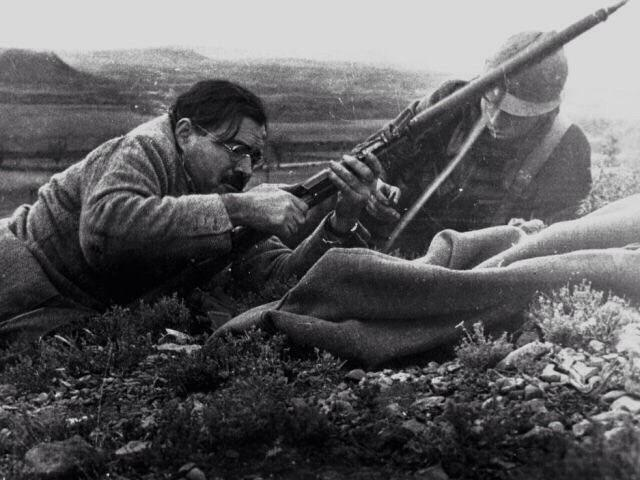
スペイン内戦、1938年11月5日、隣の兵士と協力してモシン・ナガンに装弾するアーネスト・ヘミングウェイ[74]。
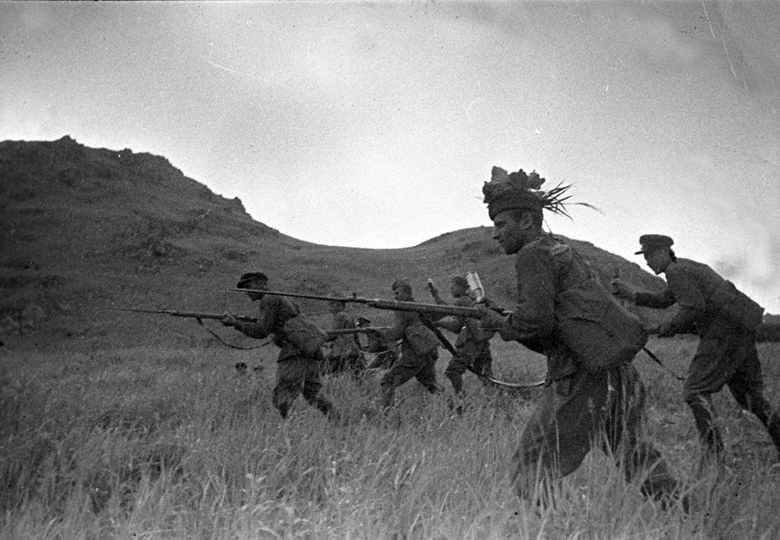
張鼓峰事件、1938年、モシン・ナガン小銃で突撃する赤軍兵士達。
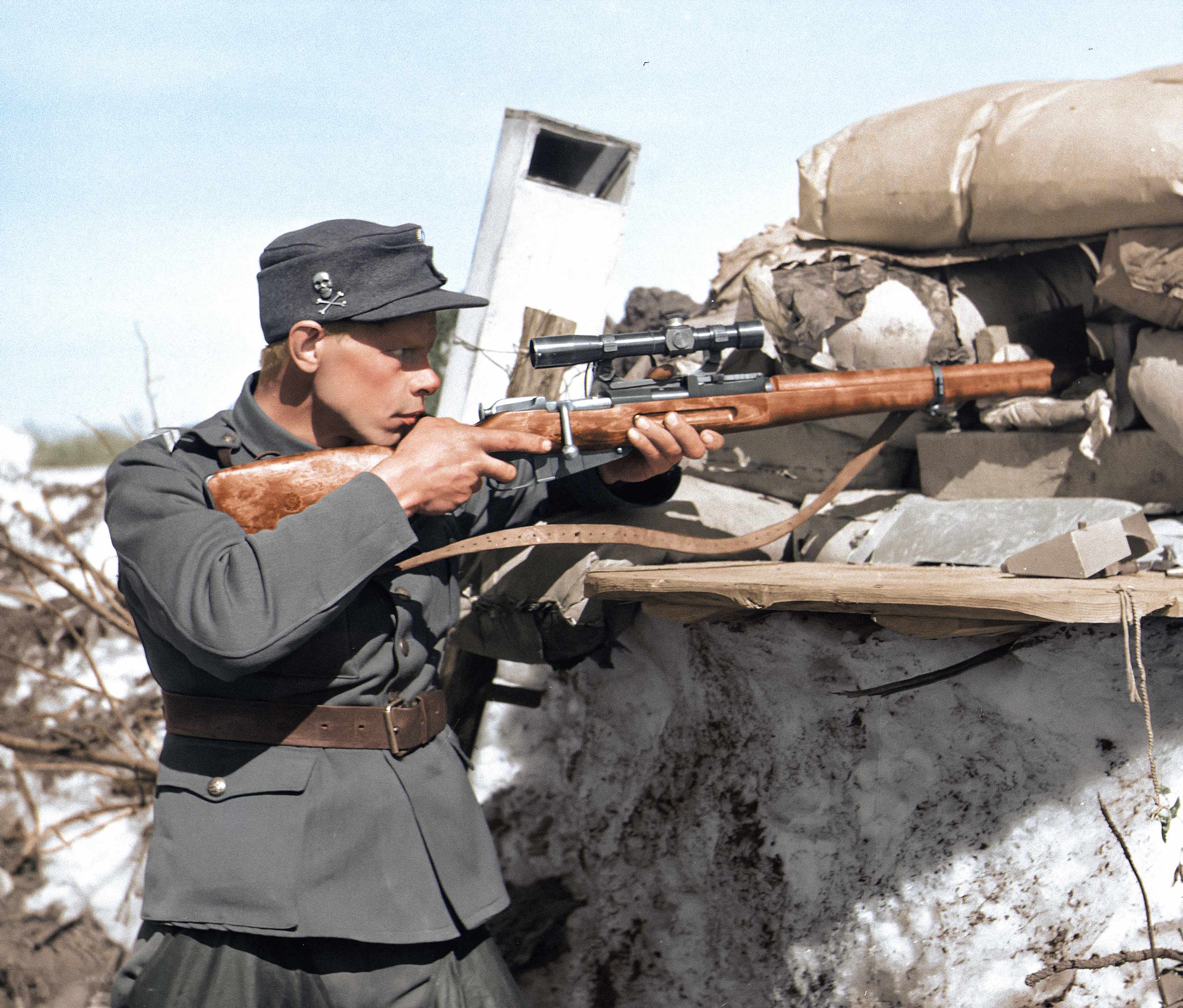
継続戦争、1942年4月15日、カレリア地峡の最前線で、PEM照準眼鏡付モシン・ナガン狙撃銃を構えるフィンランド軍第44国境猟兵中隊のオンニ・リュッポ伍長。
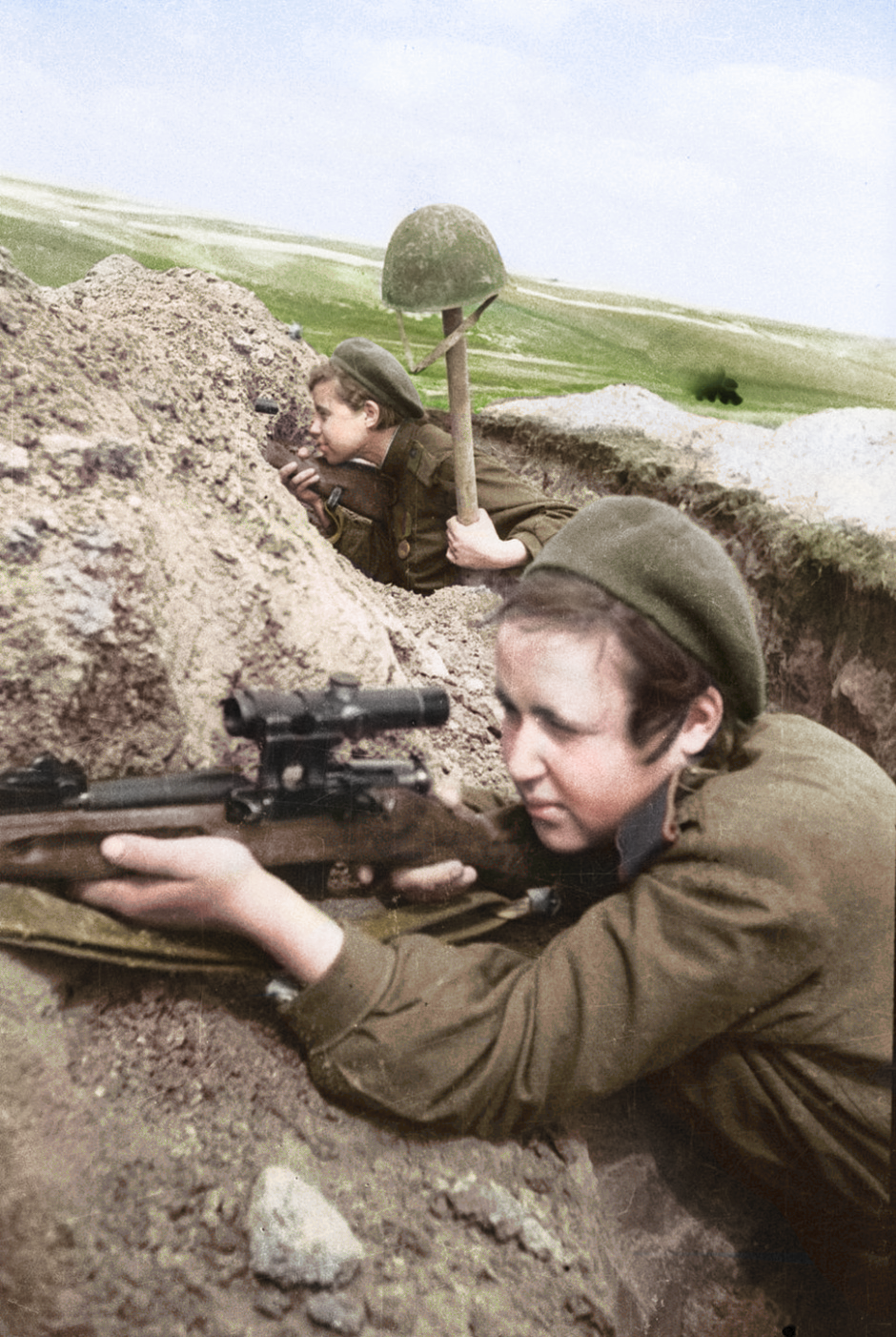
独ソ戦、1943年、PU型照準眼鏡付モシン・ナガン狙撃銃を構えるソ連軍女性狙撃兵コンビ。敵の射撃を誘発しようとヘルメットをデコイに使用している。
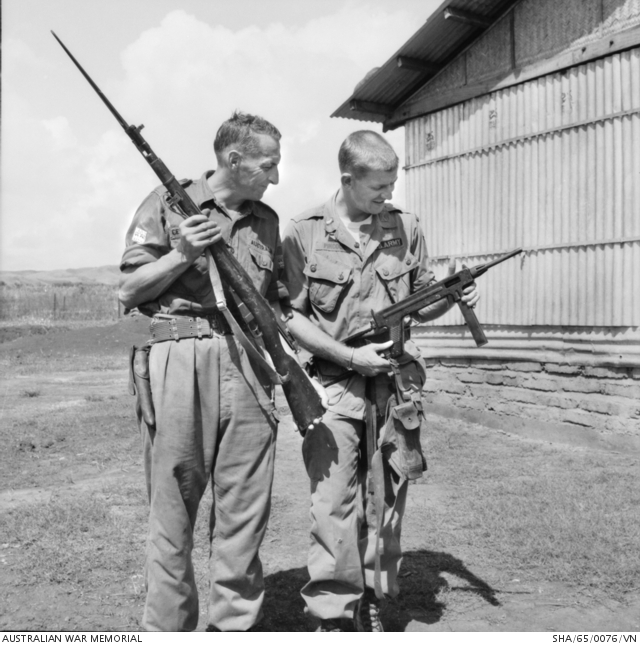
ベトナム戦争、1965年、オーストラリアとアメリカの兵士が鹵獲したベトコンのモシン・ナガン小銃とマドセン M-50短機関銃を検査している。
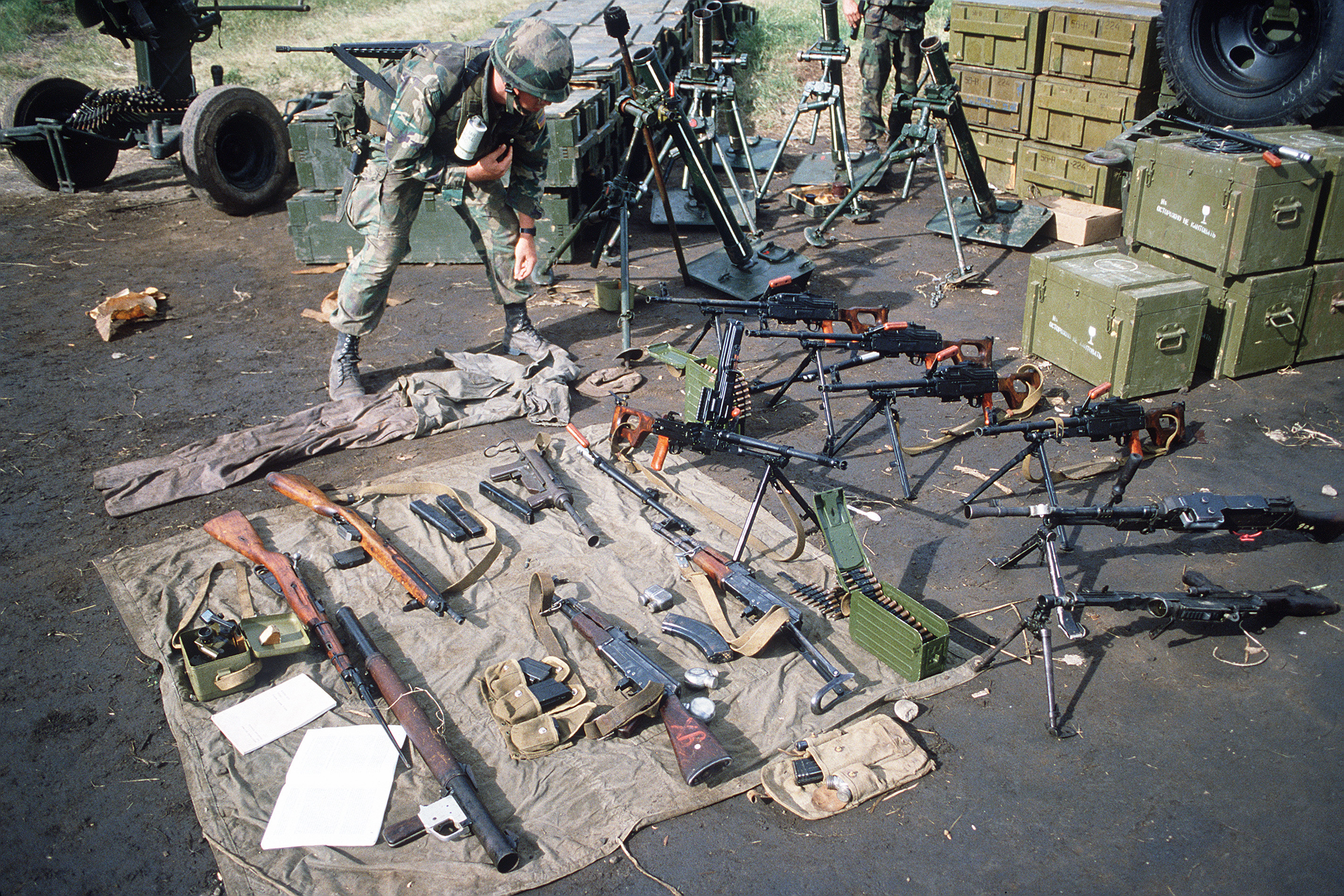
グレナダ侵攻、1983年、米軍兵士が鹵獲した武器を検査している。左下にモシン・ナガン小銃が映る。
1991–1992年グルジアのクーデター(トビリシ戦争（英語版）)、国会議事堂の壁を盾にモシン・ナガン狙撃銃を構える親政府軍兵士。
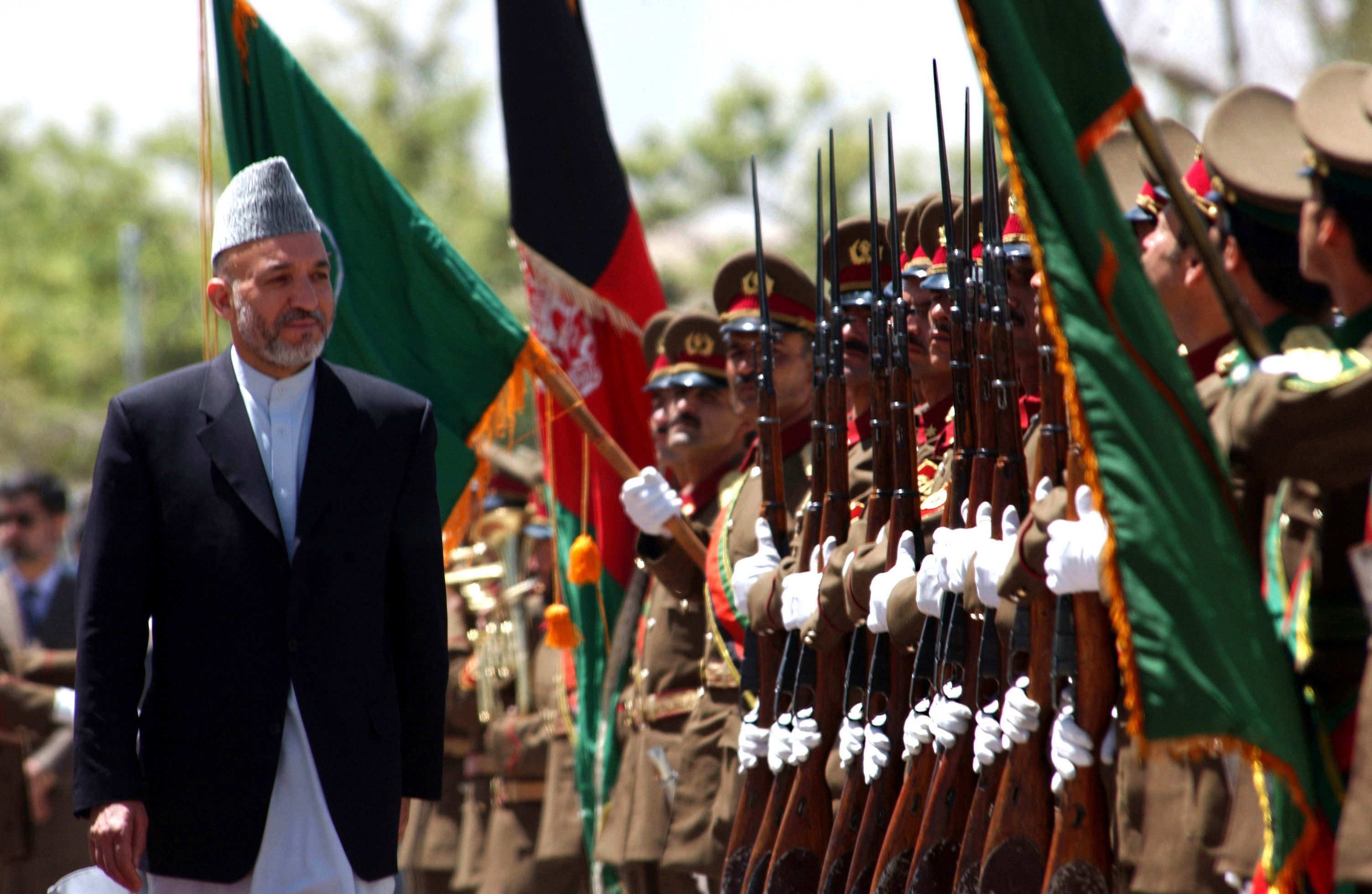
2002年、カブールの軍事訓練センター、当時のハーミド・カルザイ大統領がモシン・ナガン小銃を装備したアフガニスタン国軍を閲兵している。
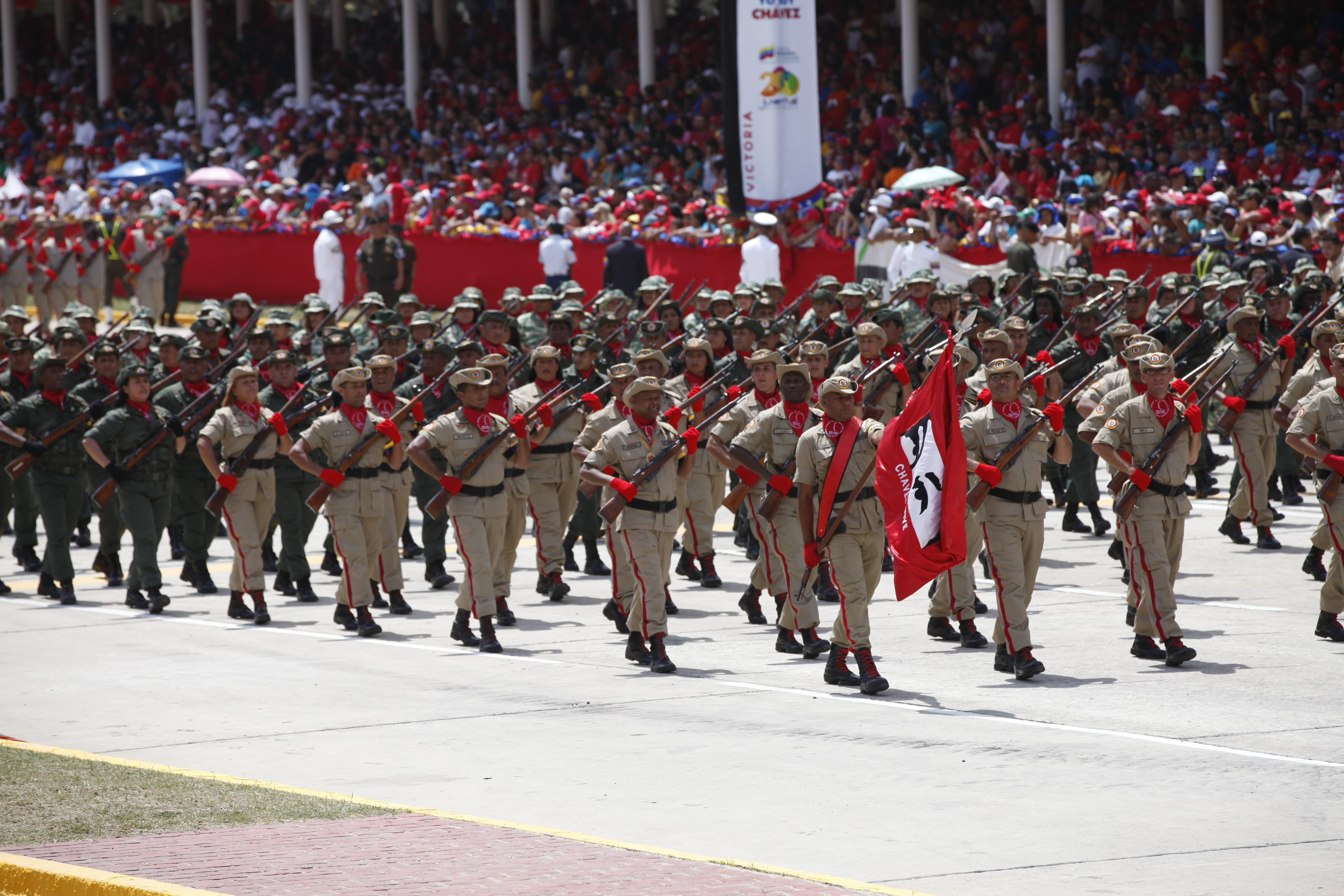
2014年3月5日、ベネズエラのカラカスで実施された軍事パレードでモシン・ナガン小銃を使用するベネズエラ国家民兵。

## 民間での使用
ソ連/ロシアでは、銃剣を取り除いた軍放出品の余剰モシン・ナガン小銃が民間の猟銃またはスポーツライフル銃として販売されている。また、モシン・ナガンの機構は、限られるながら市販の民生銃器の製造にも使用されており、最も有名なのは、1960年代と1970年代にヨーロッパに輸出されたボストーク(Vostok)ブランドのターゲットライフルで、標準の7.62×54mmR弾と、長距離標的射撃用に設計された元の弾薬のネックダウンバージョンである6.5×54mmR弾を使用する。6.5×54mmR弾を使用するライフルは、国際オリンピック委員会が競技規則を改訂して射程距離を50メートルに短縮し、すべての競技者に.22LR口径のライフルの使用を義務付けるまで、ソ連のオリンピックバイアスロンチームの標準ライフルだった。
戦間期に米国国内に残されたウェスティングハウス社とレミントン社製M1891の一部は、米国政府から民間射撃プログラムを通じて米国の民間人に販売された。ミリタリー用品卸売業者フランシス・バナーマン・アンド・サンズ社(Francis Bannerman and Sons)によって米国の.30-06スプリングフィールド弾仕様に改造されたモデルも市場に出回っている。
冷戦終結後、東側諸国で予備兵器として保管されていたモシン・ナガン小銃は西側市場に放出されて、7.62mm×54R弾と共にアメリカにも流入した。また、フィンランドも1970-1980年代に余剰となったモシン・ナガン小銃を米国市場に売却した。2010年代までは供給量が多かったため、アメリカの買い手は安価にモシン・ナガン小銃を手に入れることが出来た。米国が世界最大のモシン・ナガン小銃の中古市場となったこの時期、モシン・ナガン小銃の民生需要が活発となり、メーカーはさまざまなアフターマーケット部品を生産し始め、使用者は高額を費やすことなくモシン・ナガン小銃をターゲットや狩猟用ライフル銃に改修できるようになった。その一方、あまりの安さと、米国に流通する物の大半を占める、作りが粗雑で保管状態も悪いロシア製の鈍重な操作性から、「ゴミ棒」(The Garbage Rod)などの蔑称で軽蔑的に呼ばれることもある。しかし、何年も酷使された後でも、知識豊富な射手の手にかかれば、通常は非常に優れた性能を発揮する。また、この頃に安価な中古モシン・ナガン小銃を購入して銃器のいろはを学んだ若い射手は多く、2020年代に入り、銃の価格上昇に伴って、年を取った彼らがモシン・ナガン小銃を歴史的視点から再評価する動きもみられるようになった。
21世紀の基準で、その19世紀の設計と製造技術的制限から来る重量と人間工学設計は欠点となっており、モシン・ナガンは決して最高の狩猟用ライフルではないが、依然に実用的な狩猟用ライフルであり、射撃競技にもよく使用される。適切な狩猟用弾薬を使用すれば、モシン・ナガンは大型のヒグマ、ハイイログマ、ホッキョクグマなどを含める北米のあらゆる動物を効果的に仕留めることができる。本国ロシアでは、役割に適した精度で、最も大きなヘラジカやヒグマまでを仕留める汎用狩猟用ライフルと見なされている。軍の余剰弾薬を使用した場合の精度は通常3-4MOAだが、これは軍用規格のモーゼルやスプリングフィールド小銃、あるいは古典的な狩猟用ライフルと同等であり、適切な精度向上テクニックと良質の弾薬を使用すれば1MOA以下の精度で射撃できる。ほとんどの射手が、良い弾薬、光学機器、そして良いライフルを使用する場合、一貫して良い命中率を達成できる最大有効射程距離は約500ヤード(約450m)と考えられる。例外的に900ヤード(約820m)まで精度を上げる射手も居る。モシン・ナガンの弾丸は、1,000ヤード(約910m)離れた鹿を殺すのに十分なエネルギーを持っている。

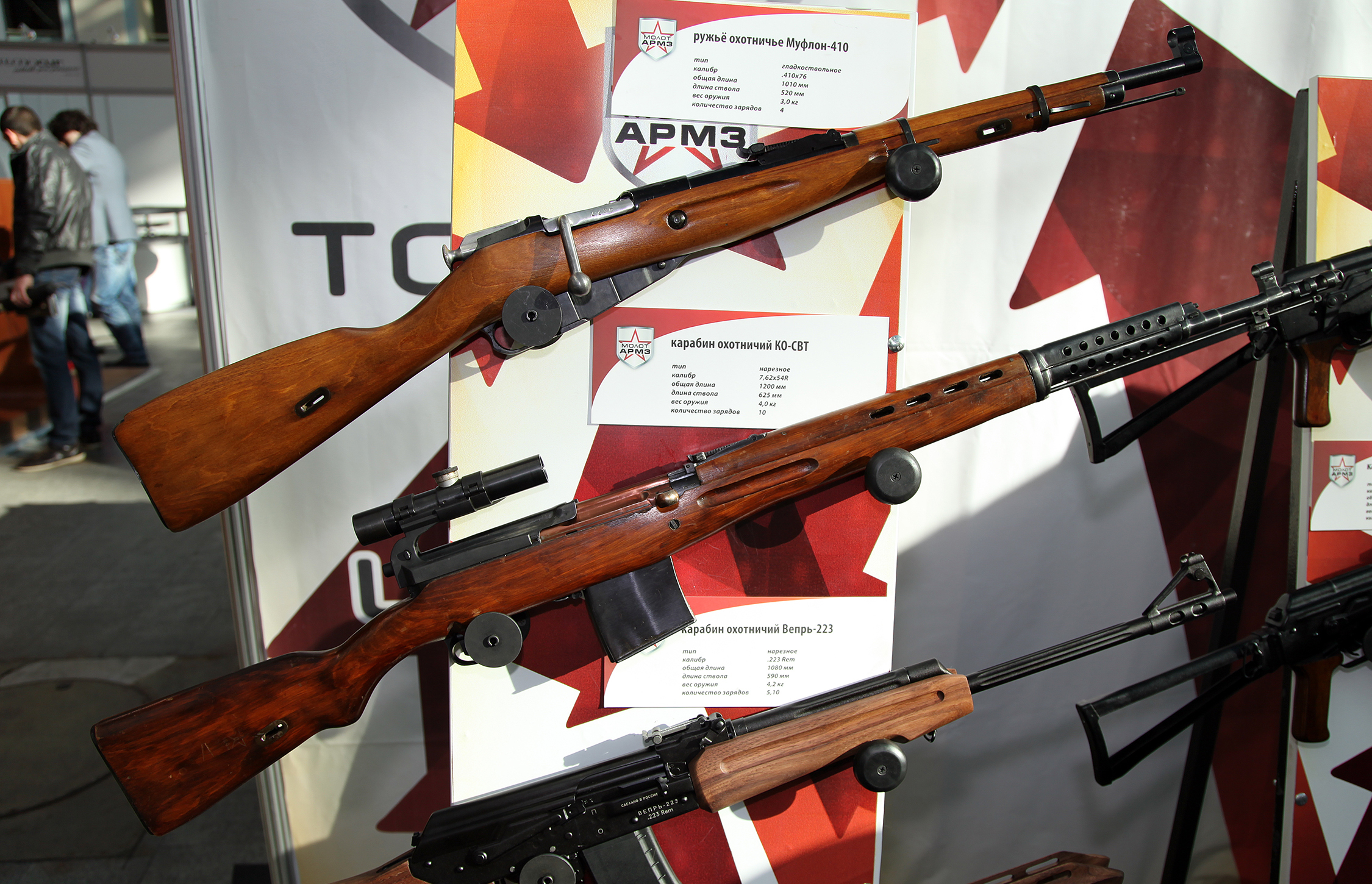
ムーフロン-410（最上段）

かつてロシアでは、日本の古い村田銃のように、軍から放出された余剰小銃の銃身をスムースボアの物に変更し、「フロロフカ」（ロシア語: Фроловка）と呼ばれる民生用散弾銃にする改造に人気があった。口径としては、24/28/32番径などがよく見られたほか、16番径や20番径のモデルも比較的少数あった。1920年代、大量に残されていた老朽化した小銃の処分も兼ねていて、軍用モシン・ナガン小銃から改造した安価な猟銃はソ連に出回っていた。1980年代までにオリジナルのフロロフカはほとんど使われなくなっていたが、同種の銃は現在でも市場に流通している。2013年、かつてのフロロフカと類似する、モシン・ナガンのカービン型に基づいて、 1944年に考案された「パラドックス」タイプのドリル滑腔銃身を備えた「ムーフロン-410」（Муфлон-410）という、ライフルに近い命中精度を発揮できる特殊スラッグ弾を使う散弾銃が発表され、ロシアの銃規制でライフル購入に必要な5年の散弾銃所持経験がなかった射手の間である程度の人気を博した。後にライフル銃の法的定義に関するロシア連邦法の改正により生産中止されたが、すでに生産された物は依然中古市場に流通している。
また、内部機構はモシン・ナガンと違うが、フロロフカの流れを汲む、20/28/32番径ボルトアクション散弾銃のMTs 20シリーズはソ連/ロシアで1960年代から製造・販売されていた。ソ連崩壊で治安が悪化した1990年代、オブレズ・ピストルへの先祖返りを想起させる、20番径モデルのMTs 20-01を短縮して、折り畳み銃床、ピストルグリップと着脱式弾倉を備えたTOZ-106短銃身散弾銃が発売されて、農家や長距離運転手などの害獣対策や自衛用銃器として好評を得た。

## バリエーション

### ロシア/ソ連製
M1891
ロシア帝国時代から使われていたモデルで、第二次大戦時もほとんどが現役だった。ドイツ軍の呼称名はGew252(r)。
M1891 ドラグーン/コサック
M1891の騎兵銃型で10cmほど短い。前床・後床の側面にスリングを通す穴が空いている。この2つのモデルの主な違いは、ドラグーン仕様は銃剣を装着した状態で照準が合わせられるのに対し、コサック仕様は銃剣が付属していない点である。
M1907
砲兵など後方要員向けの短縮化カービン型。ドラグーンモデルよりも短く、前床・後床の側面にスリングを通す穴があり、銃身全体を木部で覆っている。着剣不可。反動や発射炎過大などの問題点が報告されて、さらに標準仕様小銃の需要が高まったため、第一次世界大戦が始まる1914年に生産中止された。
M1891/30
ソ連時代に再設計したM1891ドラグーンをベースにした改良型。全長の短縮化、機関部の形を六角型からより製造しやすい丸型に変更するなど簡略化やコストダウンが図られ、距離表尺の標示がメートル法に改められた。狙撃銃としても使用された。ドイツ軍の呼称名は歩兵小銃型がGew254(r)であり、狙撃銃型は7.62mm ZielGew256(r)。
M1891/30 狙撃銃型
ソ連軍は狙撃銃型に独自の型番を与えていなかった。外見上の特徴は、工場から出荷された時にすでに曲がったボルトハンドルと照準眼鏡マウントを備えたことである。
狙撃銃型は標準装備の歩兵銃型よりも厳格な基準で製造された。初期の生産期間（1920年後半の試験から1934年まで）に、狙撃銃型の製造は、工場で射撃精度が検査された歩兵銃型の中で特に優れた個体の引き金を再加工する方法を用いた。1934年以降に工場が別の生産ラインで狙撃銃用銃身の生産を開始し、狙撃銃型はより高い精度とより小さな許容差で製造された。
アイアンサイトは残されており、一般的な歩兵銃型の照準ゼロインは着剣状態を前提にしているが、狙撃銃型のアイアンサイトは着剣なし状態に合わせている。狙撃銃型の照準眼鏡は固定弾倉の直上に設置されているため、挿弾子で上から装弾できなくなり、弾は一発ずつしか装填できない。
狙撃銃型に装着する光学照準器は、1931-1940年に生産された3.87×30 PE型照準眼鏡、前者を簡略化し1936-1940年に生産されたPEM型照準眼鏡、そして1940年以後に生産された3.5×21 PU型照準眼鏡に分けられる。PU型照準眼鏡は元々SVT-40半自動小銃向けに設計された物だったが、1942年秋からはモシン・ナガン狙撃銃型にも装着されている。モシン・ナガン用に新しく設計されたPU型照準眼鏡マウントがアイアンサイトの照準線を避けたため、照準眼鏡下からもアイアンサイトで照準を定めることが出来る。PU型照準眼鏡はより軽量かつ低コストで実用性もPEまたはPEM型と殆ど差はなく、最も量産された。大戦後にも14.5mm KPV重機関銃や23mm ZU-23-2機関砲用などとして生産されていた。
PU型狙撃銃仕様の量産は1944年後半に中止され、最終ロットの組立は1945年初頭で完了したが、1947年に約1200丁が例外的に再生産された。大戦後にポーランドとユーゴスラビアはソ連製PU型狙撃銃を使用するため、手元の銃を修理および改修した。冷戦時代でソ連の部品を使用せずに完全に新しいPU型狙撃銃を量産した唯一の例は、ハンガリーが1952年から1954年に製造したM/52であった。
少なくとも約185,000-363,000丁の狙撃銃型が製造されたと考えられたが、冷戦時代のソ連の秘密主義、多数の衛星国による銃器の改修と再製造、そしてソ連崩壊以来の混乱状態のため、狙撃銃型の正確な生産数は把握しにくくなっている。
M1938
M1891/30をさらに短縮化したカービン型で、着剣装置は廃止されている。ドイツ軍の呼称名はKar453(r)。.
M1944 
M1938に折りたたみ式スパイク銃剣を装備した改良型。ドイツ軍の呼称名はKar457(r)。
M1891/59戦後の1959年にM1891/30をM1938カービン銃に準ずる長さに短縮したモデル。M1938がカービン用リアサイトを備えているのに対し、M1891/59は、上限の射程距離の目盛りが削り取られたM1891//30のリアサイトが備えられる。銃剣は付属していない。
OTs-48
2000年代、トゥーラ造兵廠のスポーツおよび狩猟用武器部門が開発した近代化改修型。M1891/30の余剰在庫と部品を活用して、ロシア内務省とその特殊部隊に安価な狙撃銃を提供し、また民生銃器としても売り出そうとする試みである。7x PKS-07U照準眼鏡を標準的に使用し、暗視照準装置のPKN-30も使用できる。一部のロシア法執行機関によって限定的に使用されている。
OTs-48K
OTs-48をベースにしてブルパップ狙撃銃に改修するモデル。少なくとも二種類が確認されていて、遊底を前方からも操作できるように延長したモデルには連射速度の低下、精度への影響が出ると報告された。OTs-48Kへの改修は特別注文を受けて少数のみ行われたと報道された。

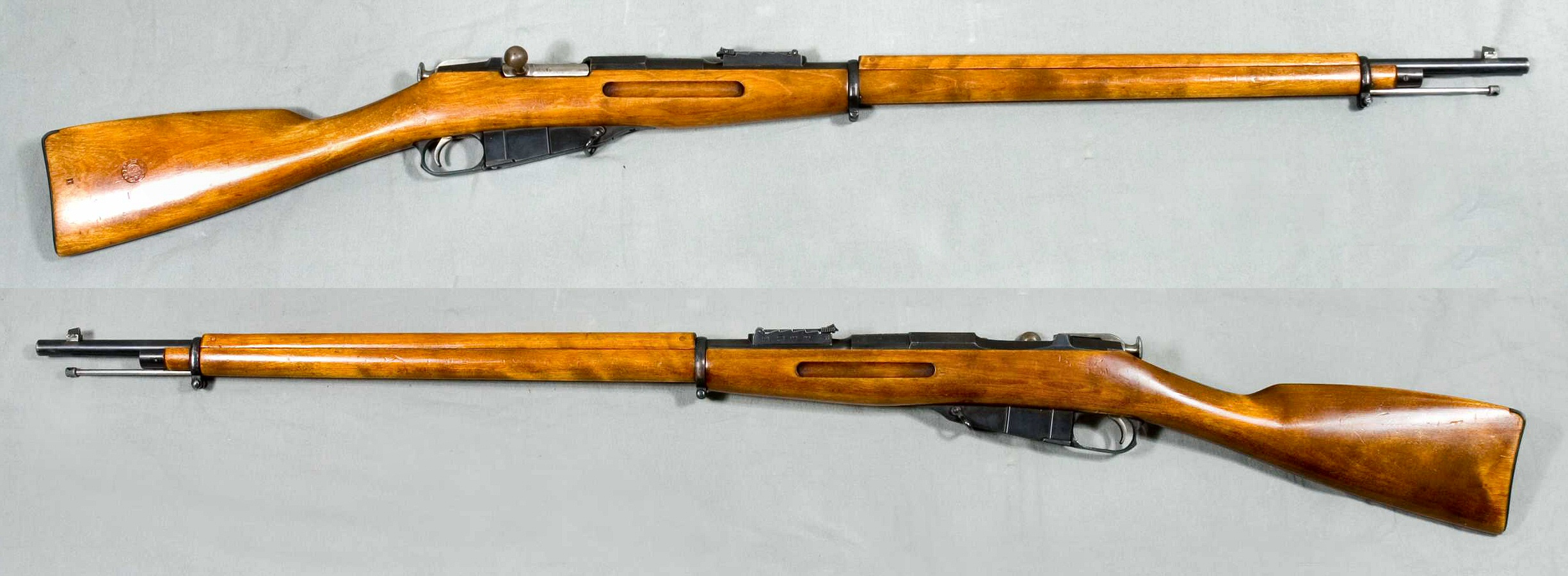
M1891
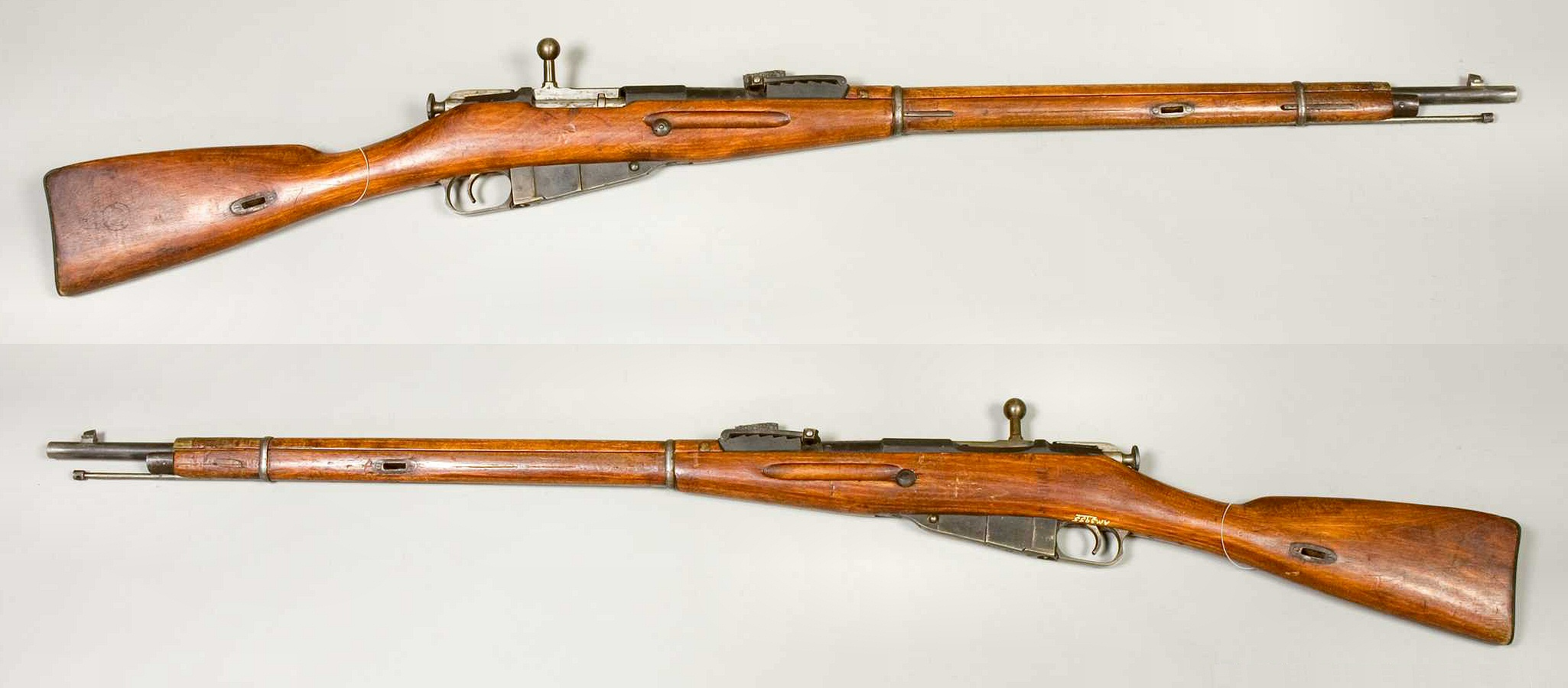
M1891 ドラグーン（ボルトがロック解除位置にある）
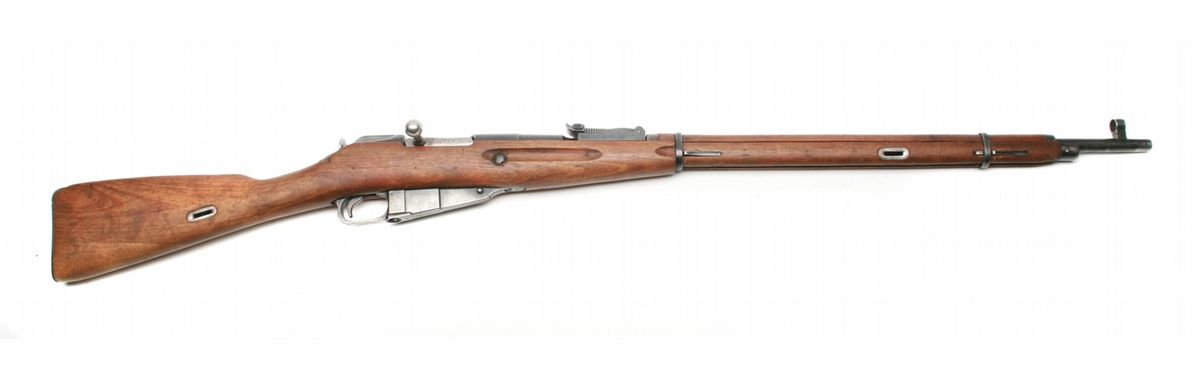
M1891/30
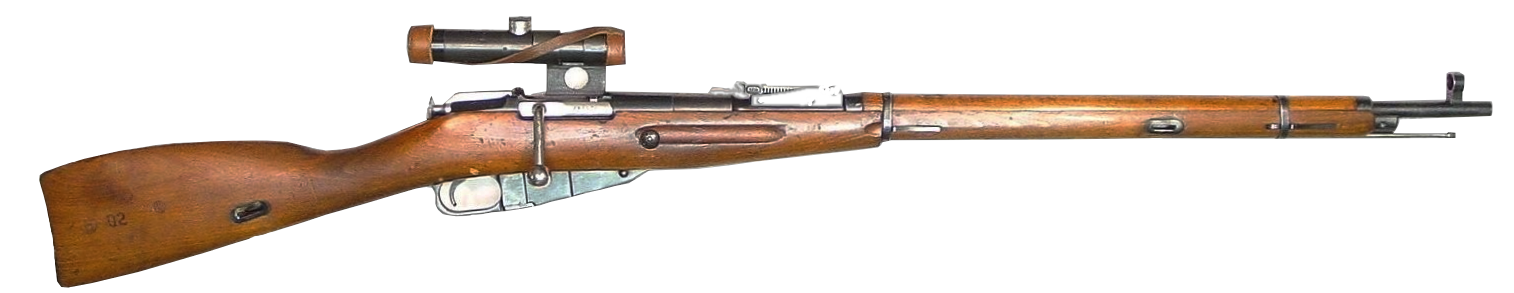
M1891/30 PU型狙撃銃、PU 3.5×21 照準眼鏡付き
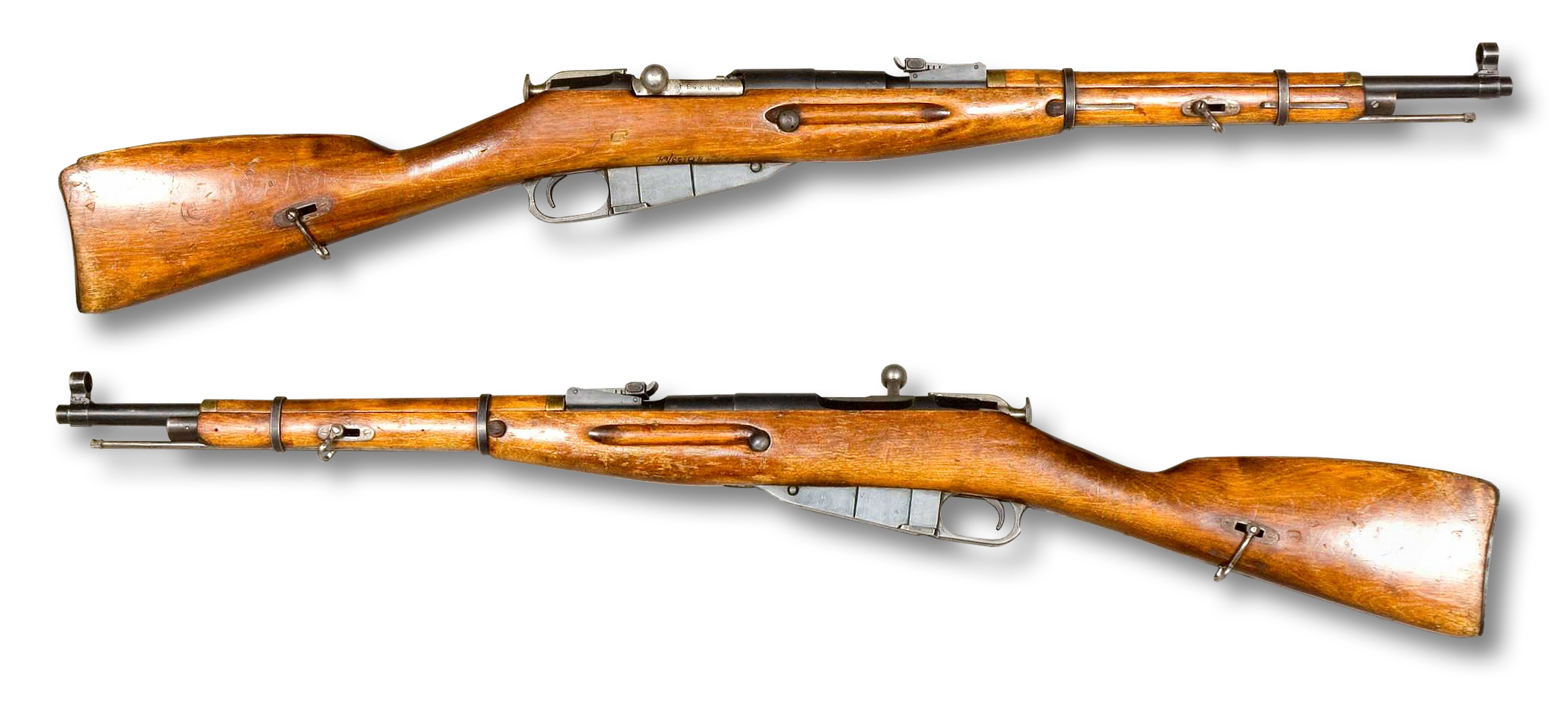
M1938
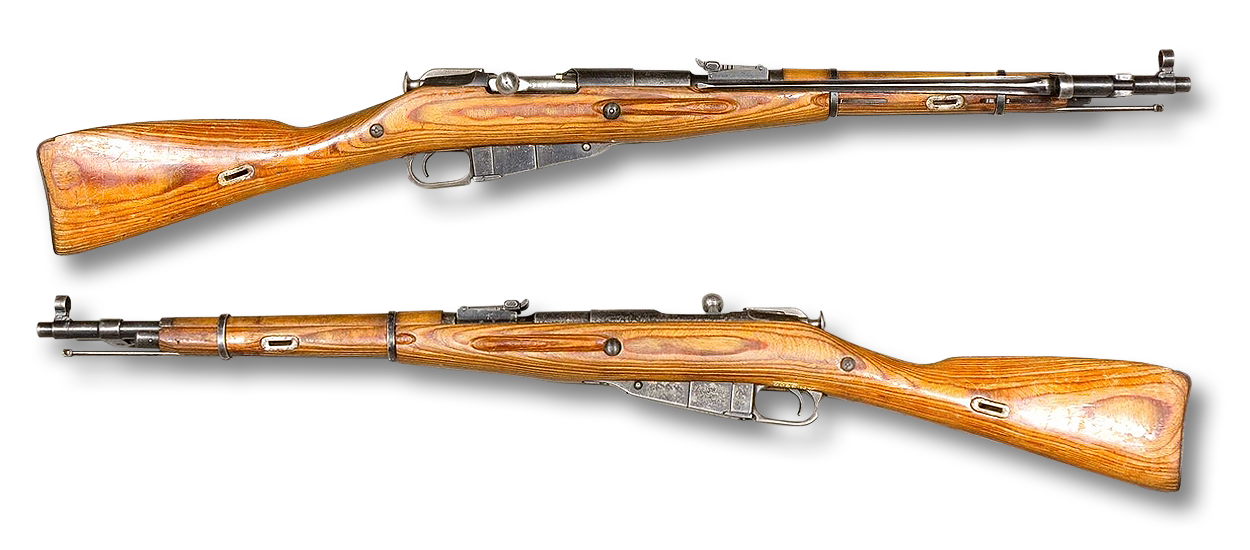
M1944

### フィンランド製
M/91
M1891のフィンランドでの型番
M/91rv
M1891騎兵銃型のフィンランドでの型番
M/24
民間防衛隊フィンランド白衛軍が発案し、初めてフィンランド国内で設計された、白衛軍の銃器工場SAKO（フィンランド語：Suojeluskuntain Ase- ja Konepaja Oyの略称、「民間防衛隊の銃器と機械工場」の意、現SAKO社）による既存小銃を改修したモデル。古くなった小銃をレストア、引き金を調整し、新しい銃身を使用することで命中精度を向上させた以外、基本的にはM1891と同じ仕様。改修用にスイスの銃器メーカーSIGとドイツの三つの会社からなる製鋼会社組合ボラー・スタール(Bohler-Stahl)から銃身を輸入していて、一部の銃身にそれら会社の製造刻印がある。フィンランド国内では非常に著名であり、「ロッタ・スヴァルド」(Lotta Svärd)として知られる女性補助部隊が銃器改修の資金集めに貢献したため、「ロッタキヴァール」(Lottakivaari)または「ロッタライフル」(Lotta's Rifle)という愛称を付けられた。
M/27
フィンランド正規軍向け小銃。新造の国産銃身を使用する。銃剣は着脱しやすい新型の物に変更された。フロントサイトの防護金具がスピッツ犬の直立した耳に似ていることから、スピッツ犬の耳を意味する「ピスティコルヴァ」(Pystykorva)というニックネームが付けられた。製造はTikkakoski社(Oy Tikkakoski Ab、現Tikkaブランド、1983年SAKO社と合併した)。
M/27rv
M27の騎兵銃型。銃身を短縮し、ボルトハンドルを曲げることで携帯性を向上させた。生産数は約2,000丁。戦争中にフィンランド軍は主にスオミ KP/-31短機関銃で消耗された騎兵銃を順次更新したため、騎兵銃型は再生産されることはなかった。
M/28
フィンランド白衛軍向け小銃。
M/28-30
M28のアップグレード版。シモ・ヘイヘ、スロ・コルッカが使用。優れたアイアンサイトと命中精度は高く評価される。
白衛軍は銃器を製造・改修する資金を捻出するため、構成員が自費で資金を払えば小銃を自宅に保管・使用できる計画を実施しており、ヘイヘのような金を支払って自前のM/28-30小銃を獲得し、平時から愛用していたその銃で冬戦争に参戦した兵士は多かった。
1937年、フィンランドの首都ヘルシンキで開催されたISSF世界射撃選手権大会のライフル競技に、SAKOが製造した、シリアル番号の前に「MM」という特別な表示が付けられた番号48791-49467までの特注品が使用された。大会後、優勝したフィンランドチームを率いて、個人金メダリストも獲得したオラヴィ・エロ(Kauko Olavi Elo)が使用したシリアル番号49334の小銃はフィンランド狩猟博物館に保管された。他の小銃は白衛軍の在庫に戻されて、後の冬戦争に参加した。
M/91–35
フィンランド軍が、正規軍のM/27と白衛軍のM/28およびM/28–30の両方を置き換えるために提案したモデル。白衛軍は、M91/35は精度が低く、発射炎が大きすぎるとして、この計画に強く反対した。結局採用されず、M/39に取って代わられた。
M/39
正規軍と白衛軍の意見を総合して、モシン・ナガンの生産を標準化するために採用されたモデル。多くのモシン・ナガン小銃専門家からは最高のモシン・ナガン量産型と見なされており、その中でも、SAKO製のものは最高中の最高と評価される。フィンランド独自の7.62×53mmR弾と共に導入したが、7.62×54mmR弾も使用できる。ペール・スヴィンヒュー元大統領にちなんで「ウッコ・ペッカ」(Ukko-Pekka)という愛称で呼ばれる。冬戦争の終結までに完成したのはわずか10丁だったが、冬戦争後に96,800丁が生産され、継続戦争で使用された。1960年代後半から1973年にかけて、残った部品から少数が組み立てられ、総生産数は約102,000丁となった。
Pシリーズ
1926-1927年間に再施条された銃身の貯蔵品をM1891の機関部に付けた戦時生産型。銃身にP-26またはP-27の刻印があるためそう呼ばれている。制式型番ではなく、距離表尺の標示をメートル法に改修した以外、基本的にM1891と同じ仕様。少数ながらドラグーン騎兵銃型も存在する。冬戦争と継続戦争が激化した時期にしか製造されていなかったと考えられている。
M/28–57
M/28–30をベースとした1957年改修仕様。CISM 300m標準ライフル競技用の軍用ターゲットライフル。
M/27–66
M/27をベースとした1966年度改修仕様。CISM 300m標準ライフル競技用の軍用ターゲットライフル。
M/28–76M/28–30およびM/28–57ライフルをベースとした1976年度改修仕様。狙撃銃兼CISM 300m標準ライフル競技用のターゲットライフル。
M/85
より包括的な近代化改修型。Tkiv 85狙撃銃とCISM 300m標準ライフル競技用のターゲットライフルの2つの派生型が製造された。Tkiv 85に使用されている機関部は、2020年代で欧州の軍隊で使用されている小火器の中ではおそらく最も古いもので、一部の部品は1890年代まで遡る場合がある。- フィンランド軍 M/91

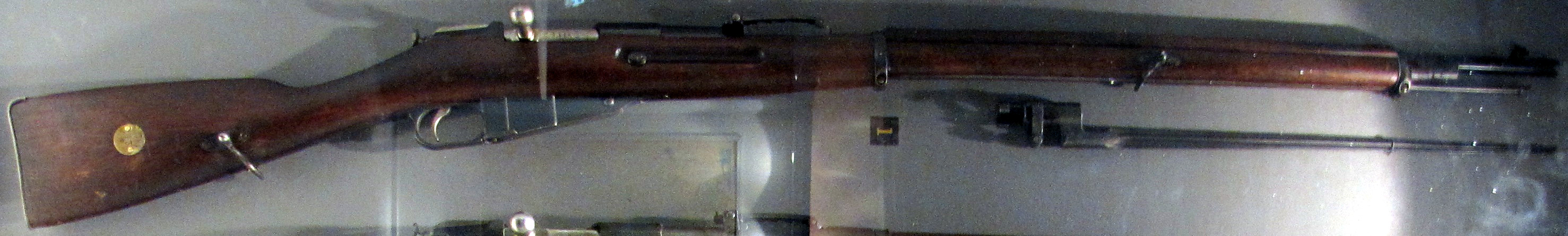
フィンランド軍 M/91rv騎兵銃
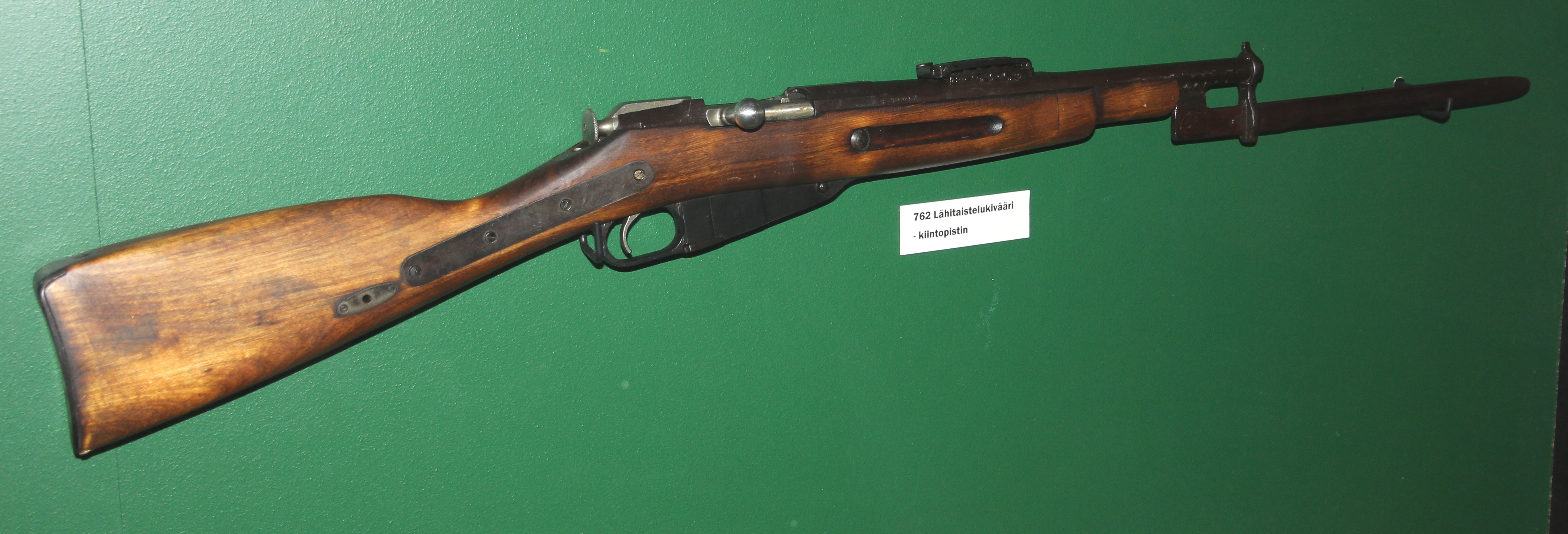
フィンランド白衛軍 M/24
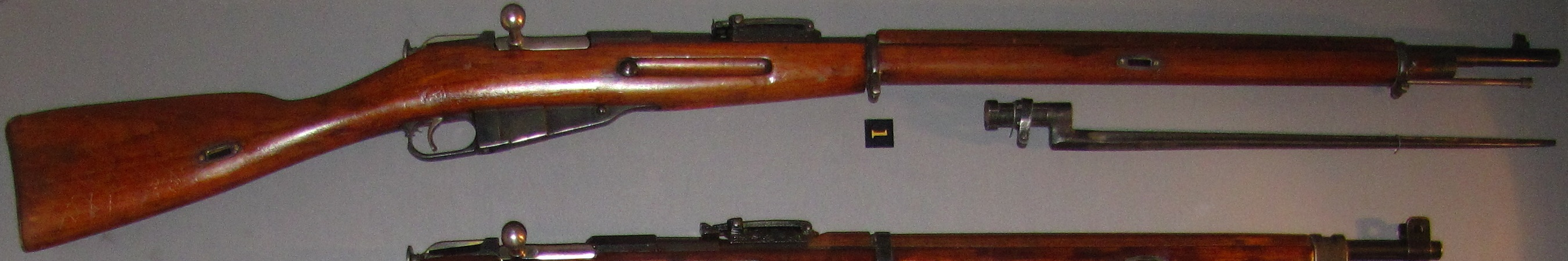
フィンランド軍 M/27
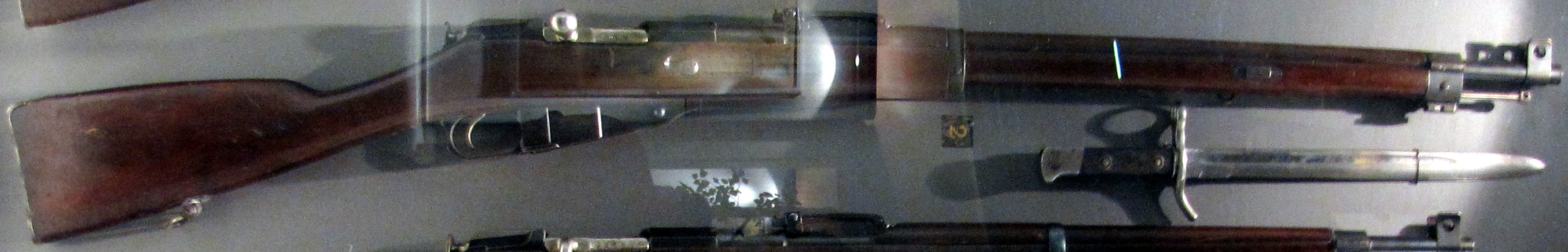
フィンランド軍 M/27rv
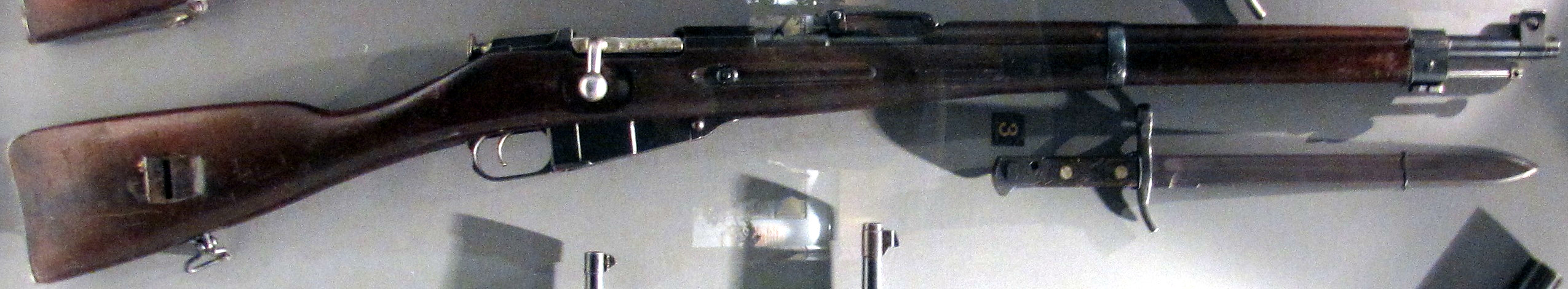
フィンランド白衛軍 M/28
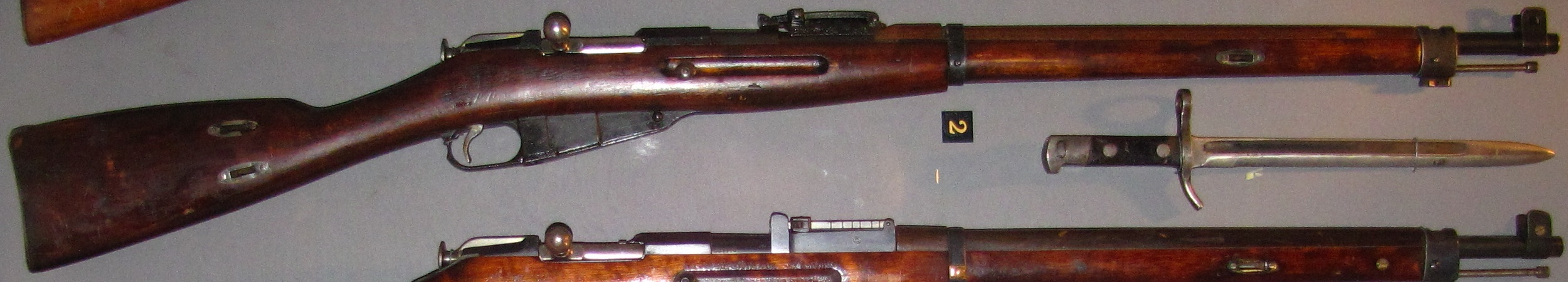
フィンランド白衛軍 M/28-30
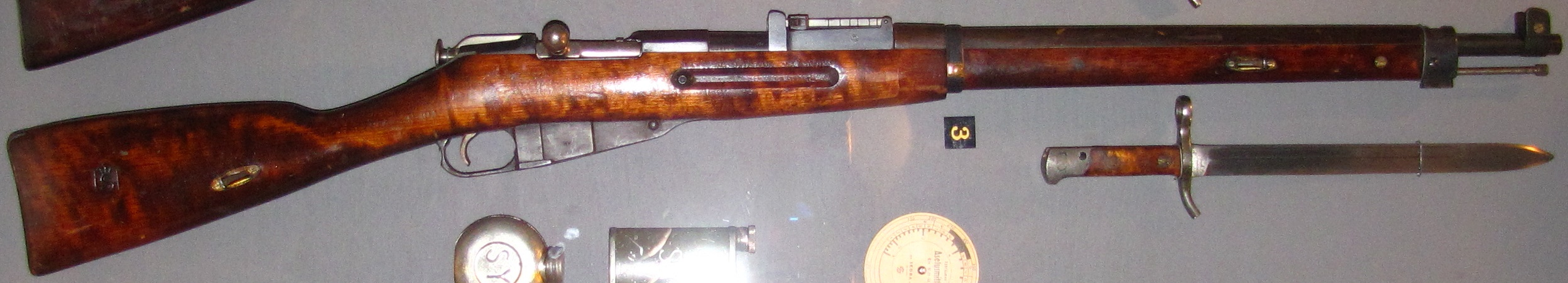
フィンランド軍 M/39
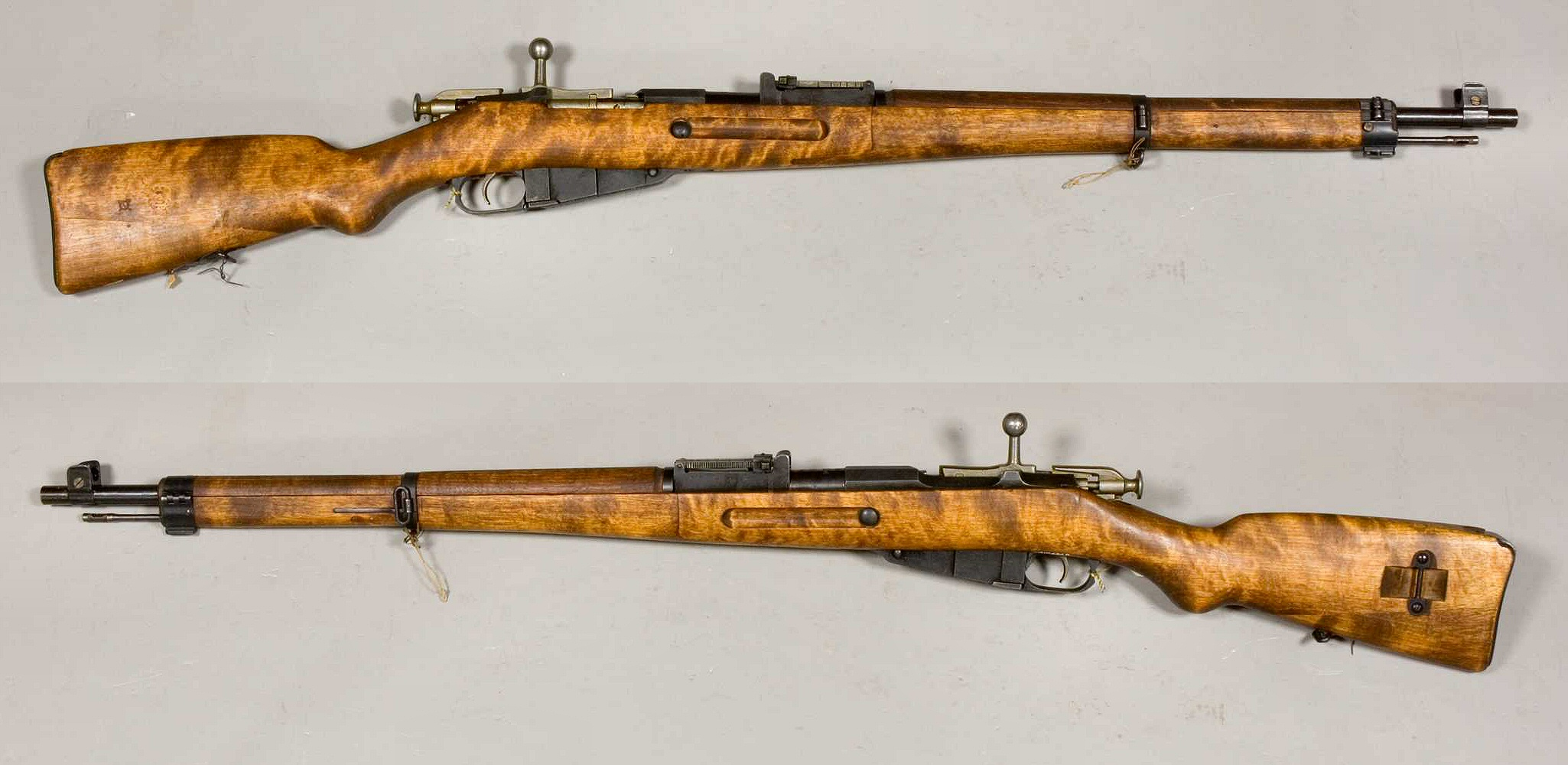
フィンランド軍 M/28–76
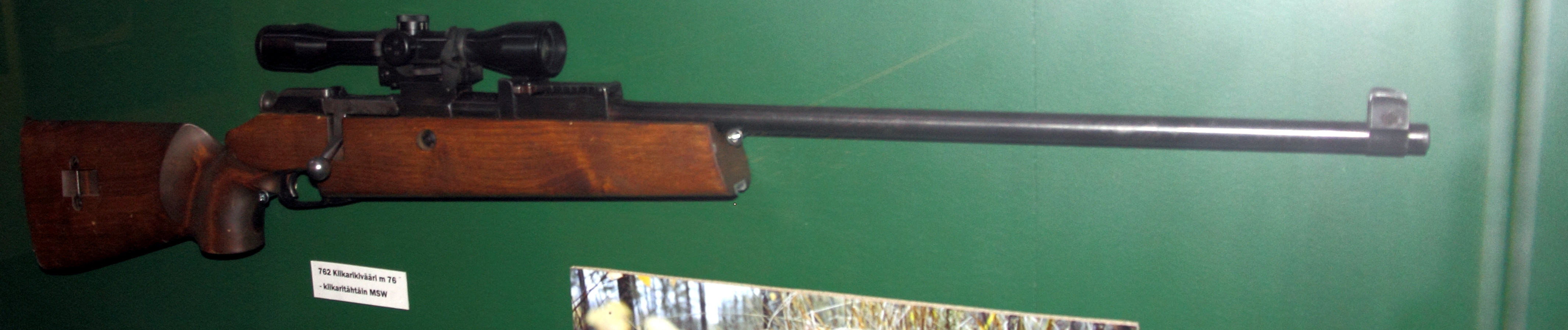
フィンランド軍 M/85
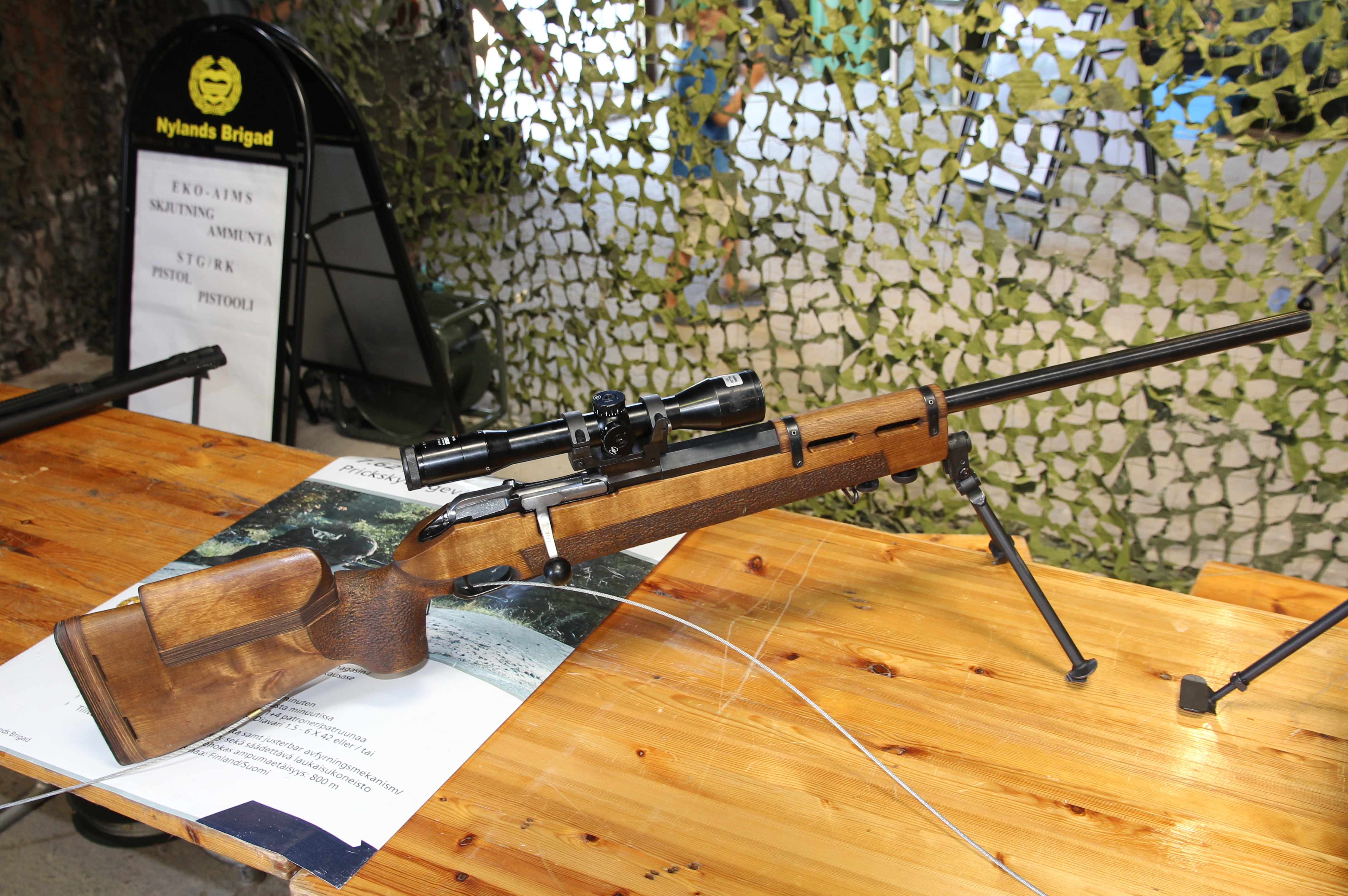
フィンランド軍 M/85

### アメリカ製
U.S.マガジンライフル 7.62mm モデル1916
第一次世界大戦中、ロシア政府が米国の銃器メーカーに製造を依頼したM1891モデル。米国の収集家はこれらのライフルを「U.S.マガジンライフル 7.62mm モデル1916」( U.S. Magazine Rifle, 7.62mm, Model of 1916)と呼んでいるが、この呼称の正式な出典はこれまで示されていない。公式の文書で、これらのライフルは「Russian three-line rifle, caliber 7.62mm (.30 inches)」と記載される。

### エストニア製
M1933
1891/33とも呼ばれ、エストニア軍の標準小銃だった。
M1938
M1933の派生型。
KL300
エストニア防衛連盟向けの派生型。
M1935
M1933の短縮型。

### ポーランド製
wz.1891
M1891のポーランドでの型番。
Karabinek wz. 91
M1891騎兵銃型のポーランドでの型番。
Karabinek wz. 91/98/23
使用弾は7.92x57mmモーゼル弾になっており、モーゼルGew98のストリップ式クリップがそのまま使用できる。略称はwz. 91/98/23
Karabinek wz. 91/98/25
Karabinek wz. 91/98/23の改良型。装着できる銃剣がGew98のSeitengewehr 98になっている。略称はwz. 91/98/25
Karabinek wz. 91/98/26
Karabinek wz. 91/98/25の改良型。略称はwz. 91/98/26
wz.1891/30
M1891/30のポーランドでの型番。
wz. 44
戦後生産型、ソ連製M1944カービン型のポーランド製バージョン。
wz. 48
戦後生産型、ソ連製M1938カービン型を基に作られた単発軍事訓練用銃。チェコとポーランドの軍事士官候補生の訓練に使用された。使用弾は.22LR。

### チェコスロバキア製
vz. 91/38
M91/59に似た、ソ連製M1938スタイルのカービン。生産数は少なく、製造目的は不明。ソ連製M1944モデルと同様に、ストックの右側に銃剣溝が刻まれているが、銃剣は含まれていない。
vz. 54
1954年でチェコスロバキア軍が余剰のM1891/30を基に改修した狙撃銃。チェコ製の2.5倍照準眼鏡と独自のリアサイトを使用する。経験豊富な射手が適切な弾薬を使用すれば800メートルの距離で50×50cmの正方形に10発命中させることが出来る精度を達成した。1958年まで合計5,413丁が生産された。
vz. 54/91
vz. 54狙撃銃の近代化改修型。ドラグノフSVD狙撃銃にも使用されているソ連製のPSO-1照準眼鏡を装着できる。vz. 54のアイアンサイトは残されている。- vz. 54狙撃銃。照準眼鏡にカバー、銃床にリコイルパッドが付けられて、オリジナルの外観と多少異なる。

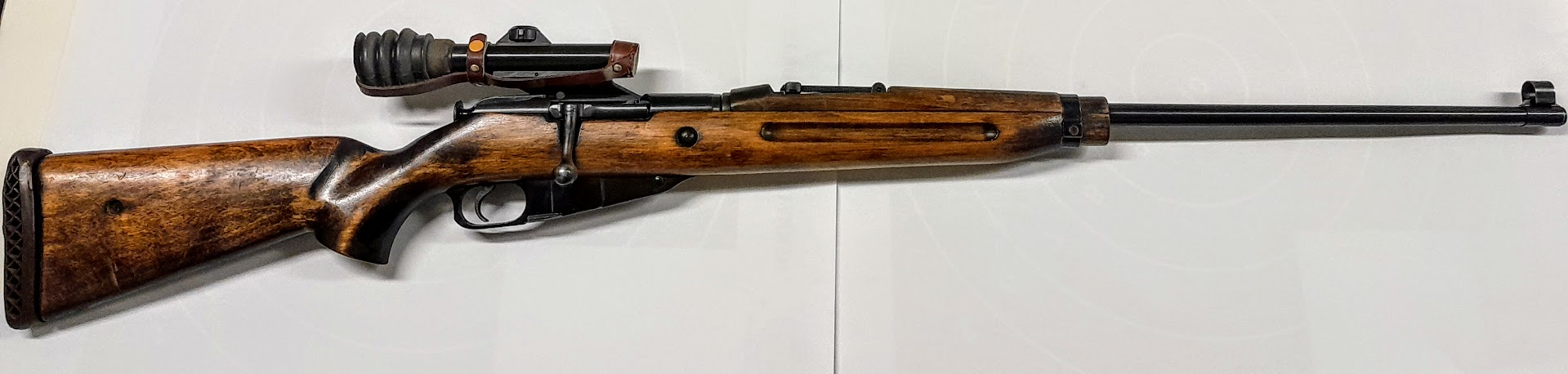
vz. 54狙撃銃。照準眼鏡にカバー、銃床にリコイルパッドが付けられて、オリジナルの外観と多少異なる。
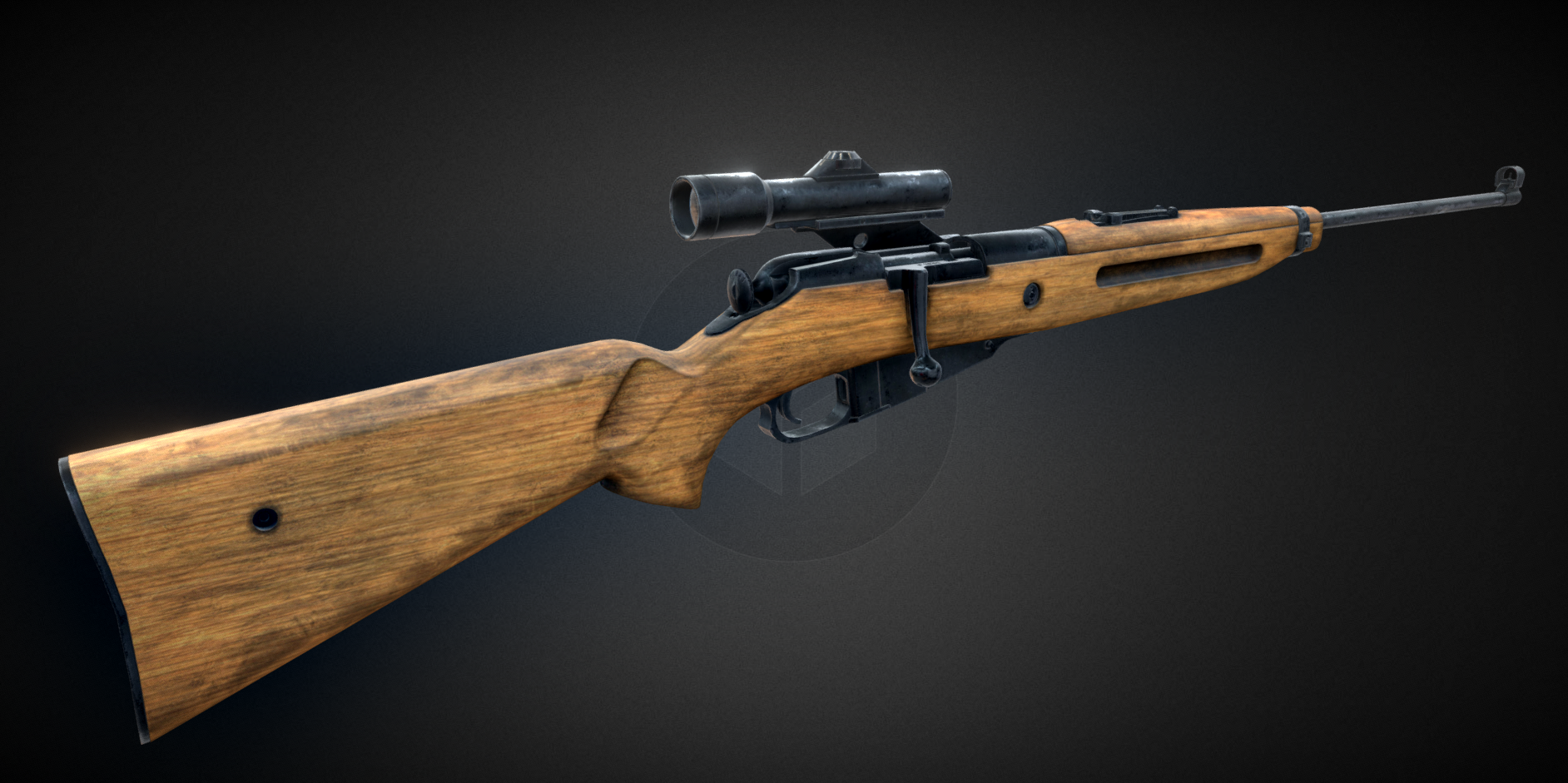
vz. 54の3Dモデル、右側。
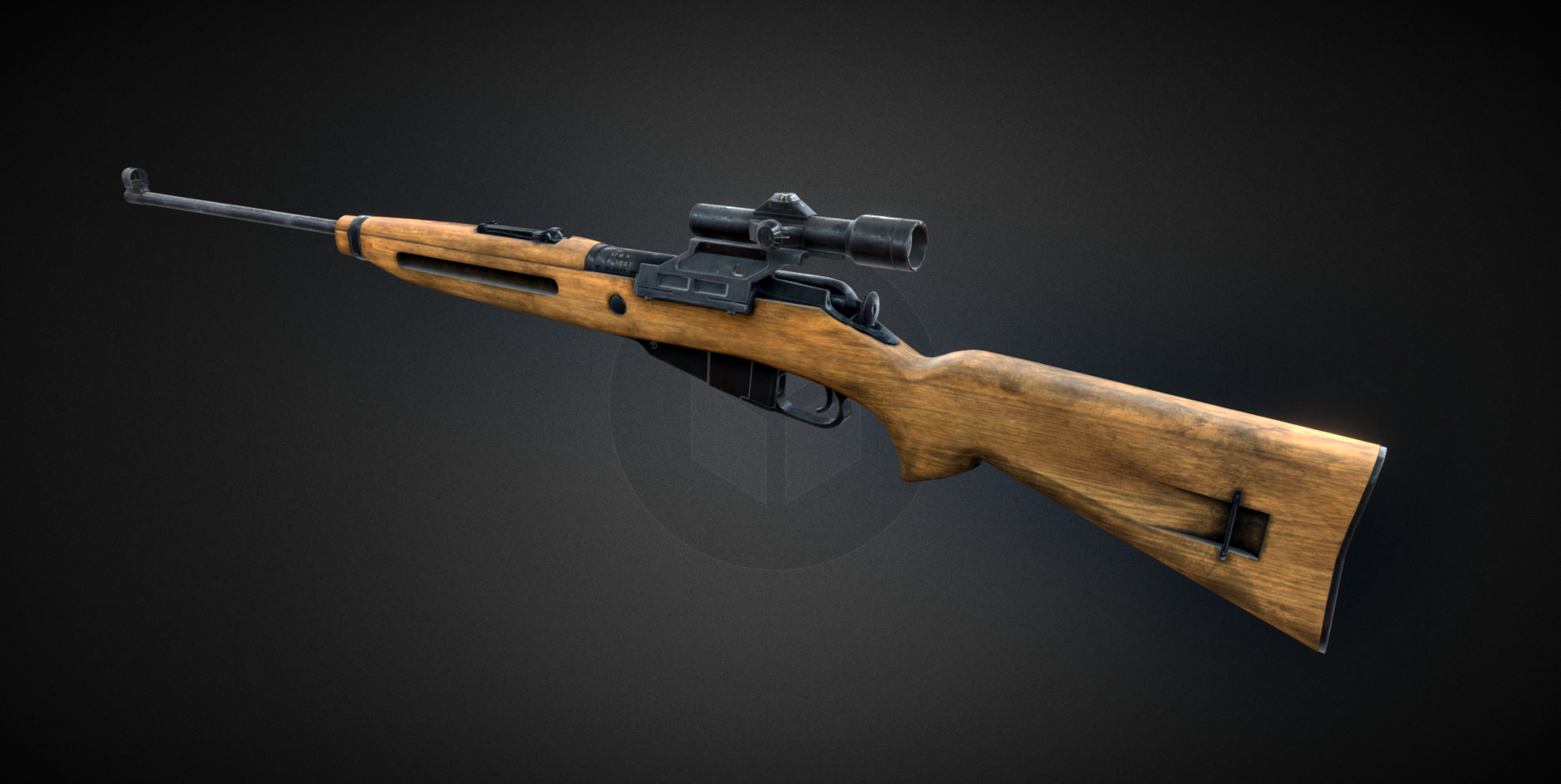
vz. 54の3Dモデル、左側。

### ハンガリー製
M1948
ソ連製M1891/30モデルのハンガリー製バージョン。改修品の狙撃銃仕様も製造されて、ベトナム戦争中に北ベトナム軍によって広く使用された。
M/52
ソ連製M1891/30 PU型狙撃銃の直接コピー。
M44型
戦後仕様のソ連製M1944カービン型のハンガリー製バージョン。

### ルーマニア製
M91/30型
ソ連製M1891/30モデルのルーマニア製バージョン。
M44型
戦後仕様のソ連製M1944カービン型のルーマニア製バージョン。
サプレッサー付きM44型
ルーマニア製M1944カービン型で、PSL狙撃銃に使用されているものと同じ一体型サプレッサーとLPS 4×6° TIP2照準眼鏡を備えている。対テロ部隊向けに少数のみが改造された。- ルーマニア製M91/30型

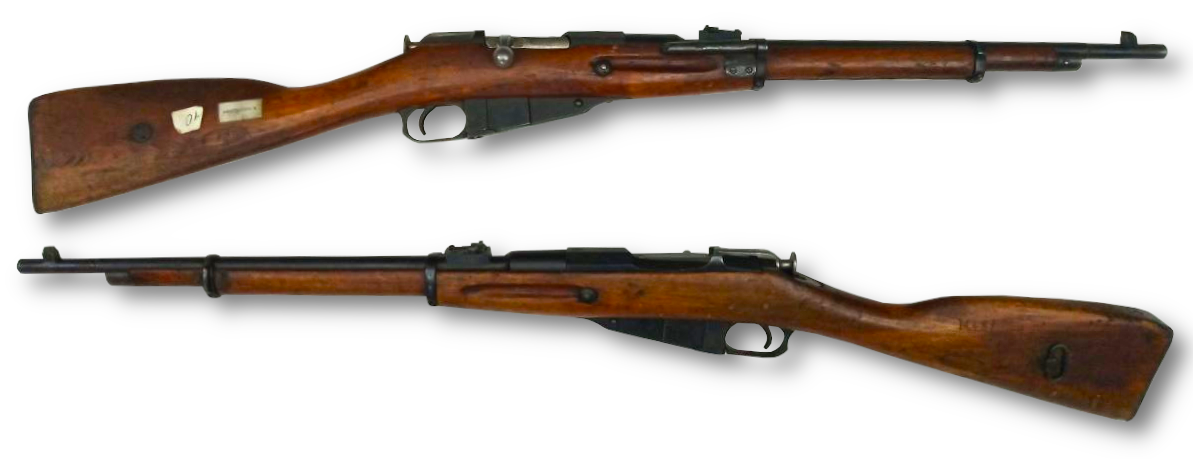
ルーマニア製M44型
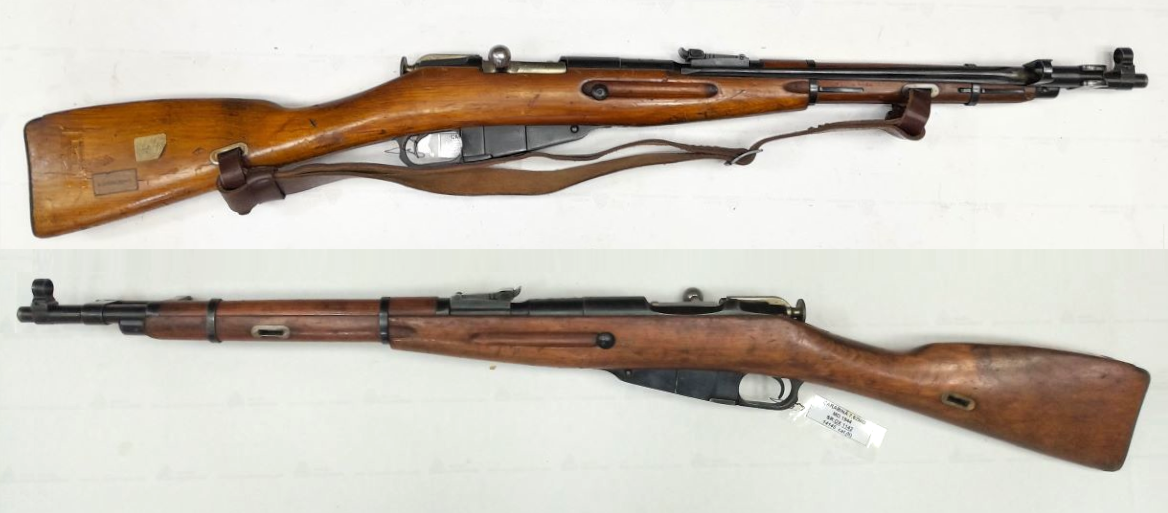
ルーマニア製M44型

### 中国製
53式歩騎槍
ソ連製M1944カービン型の中国製バージョン。米国に輸入された53式の多くは中国製の部品と余剰のソ連製部品の両方から製造された。大半の53式は折り畳み式銃剣を備えているが、そうでないものもある。1960年代から1970年代にかけて、多くの53式がインドシナ半島の共産主義武装勢力、ベトコンおよびカンボジアのクメール・ルージュに供与された。また、1960年代には中国が軍事援助としてアルバニアとアフリカの数カ国にも相当数の53式を供与した。1990年代後半には、コソボ解放軍がアルバニアから再供与されたと思われる53式を所有していた。

### ウクライナ製
VM MP-UOS
2015年、ウクライナの国有企業ウクロボロンサービスが開発したM1891/30の近代化改修型狙撃銃。アルミニウム合金とポリマーの複合材料製銃床、着脱式弾倉、光学照準器設置用ピカティニー・レール、折りたたみ伸縮式二脚を備え、銃口制退器またはサプレッサーを装着できる。プロトタイプのデモンストレーションは2015年11月13日に行われた。2016年3月18日、試験用の10丁をウクライナ国家警備隊の狙撃訓練センターに引き渡した。- VM MP-UOS、銃口制退器を装着している。モシン・ナガンの特徴的な遊底を確認できる。

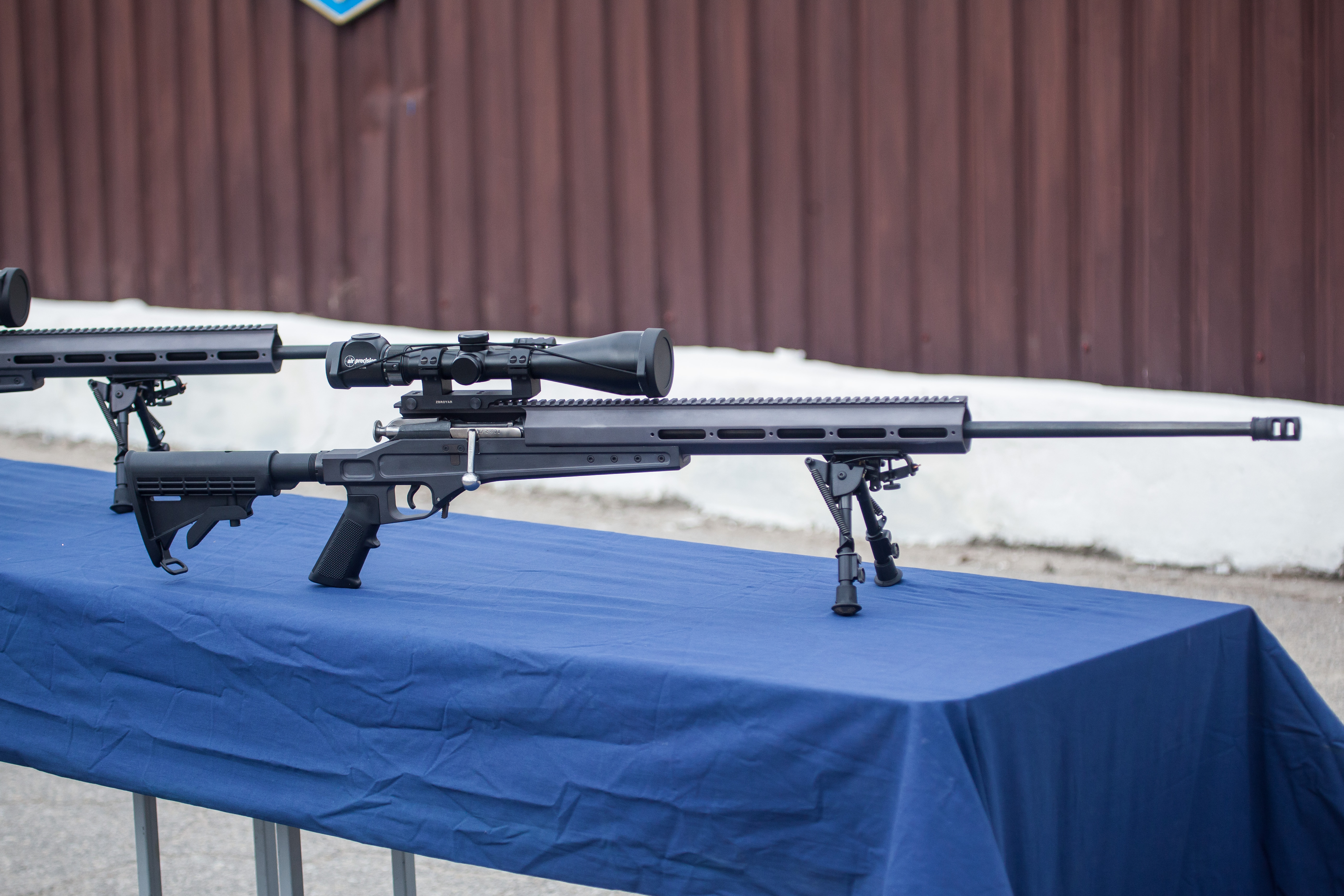
VM MP-UOS、銃口制退器を装着している。モシン・ナガンの特徴的な遊底を確認できる。
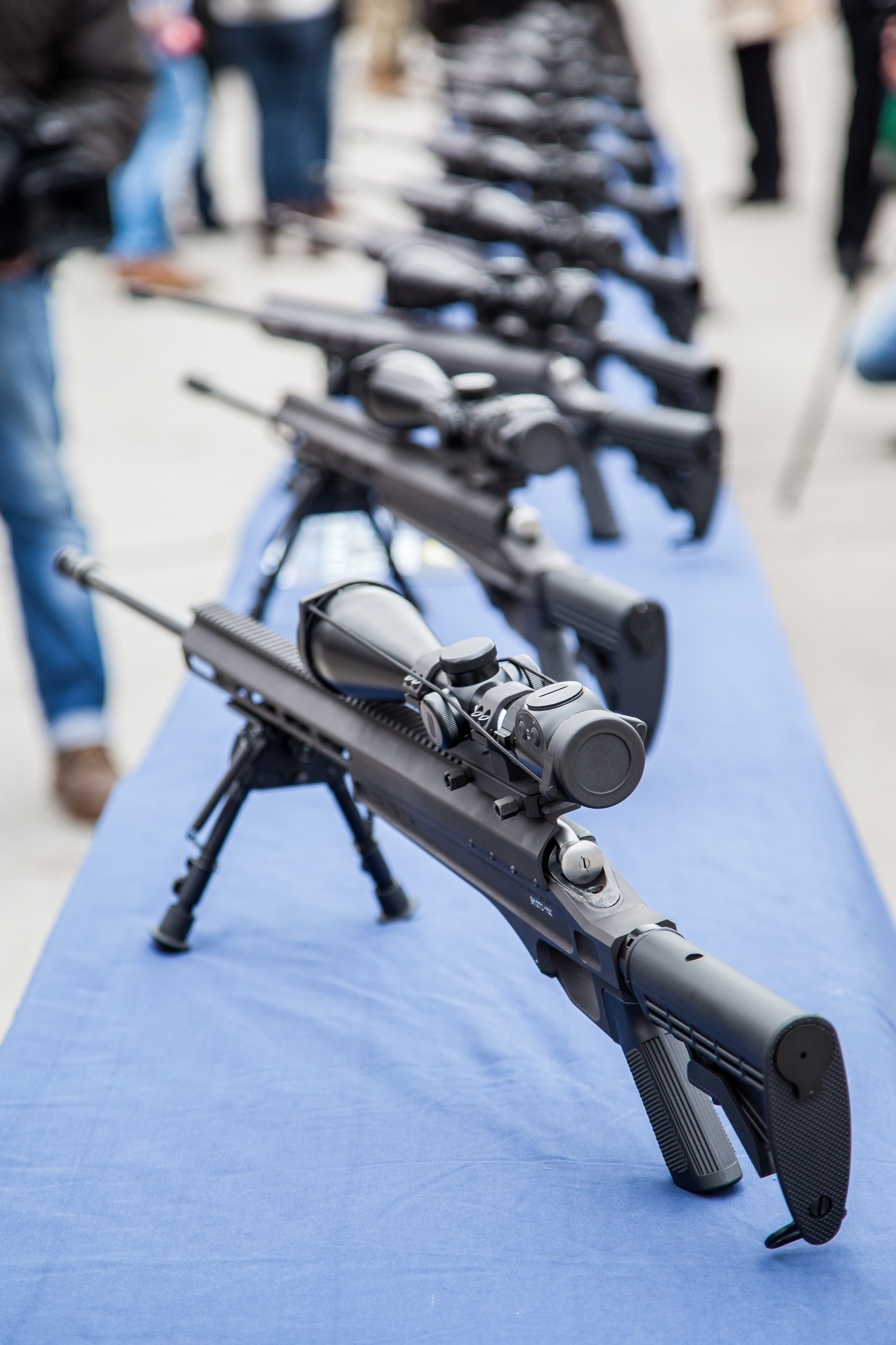
左側面。
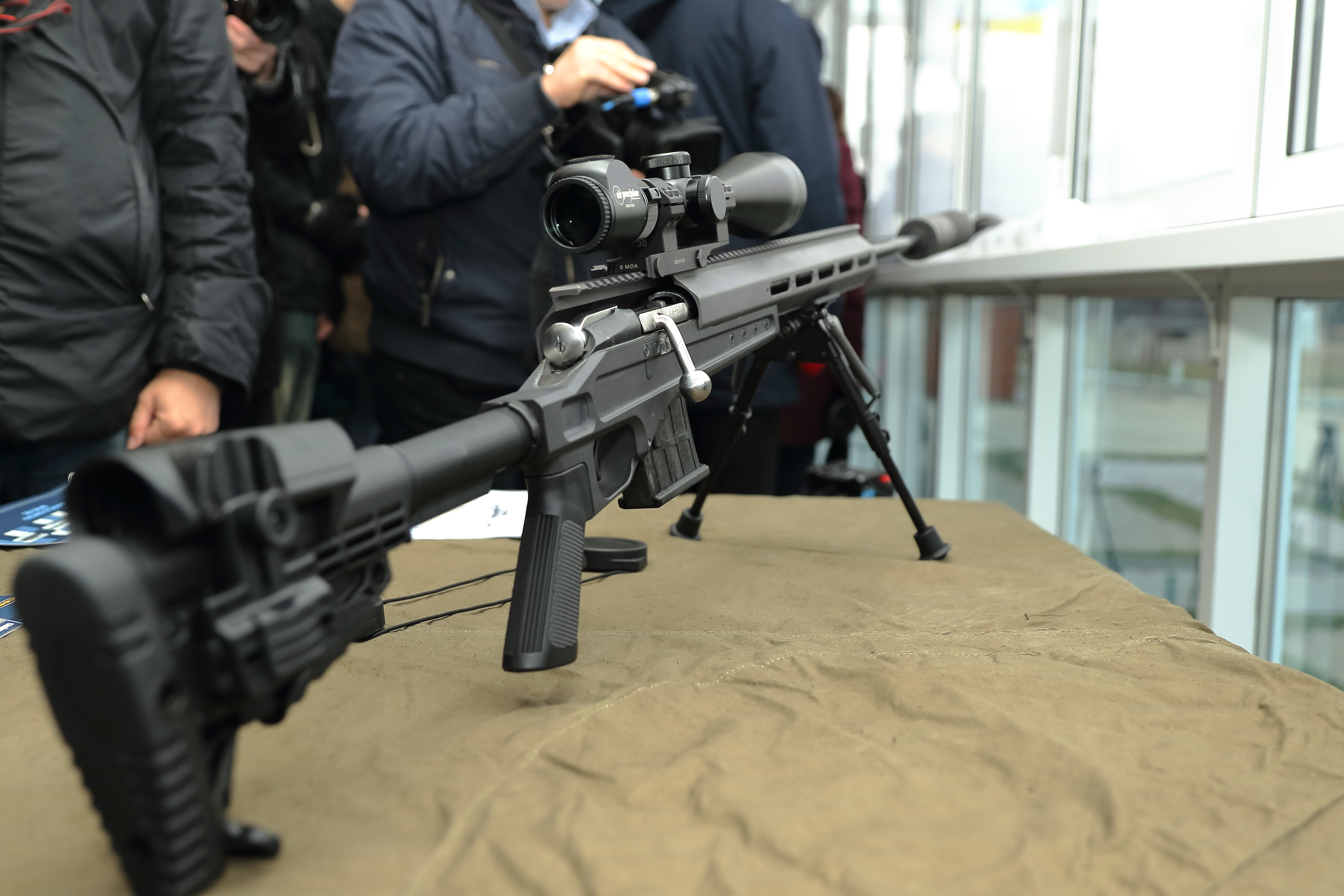
サプレッサーと着脱式弾倉を装着する状態。

## モシン・ナガン小銃を使用した有名な人物
| 出身国       | 名前                               | 略述 |
| ------------ | ---------------------------------- | --- |
| フィンランド | シモ・ヘイヘ                       | フィンランド軍の名狙撃手の一人。フィンランド製モシン・ナガンM/28-30を愛銃とした。                                              |
| フィンランド | スロ・コルッカ                     | フィンランド軍の名狙撃手の一人。                                                                                               |
| ソビエト連邦 | アレクサンドル・ソルジェニーツィン | ソ連のノーベル文学賞受賞作家。独ソ戦では一兵卒として徴兵され、後に砲兵将校として活動した。                                     |
| ソビエト連邦 | ヴァシリ・ザイツェフ               | ソ連軍の名狙撃手の一人。2001年映画『スターリングラード』の主人公のモデルとしても知られる。                                     |
| ソビエト連邦 | フョードル・アフラプコフ           | ソ連軍の名狙撃手の一人。 |
| ソビエト連邦 | ヤーコフ・パヴロフ                 | ソ連軍の歩兵小部隊指揮官。「パヴロフの家」の戦いでの活躍で有名。                                                               |
| ソビエト連邦 | リュドミラ・パヴリチェンコ         | ソ連軍の名狙撃手の一人。女性兵士。                                                                                             |
| ソビエト連邦 | ローザ・シャーニナ                 | ソ連軍の名狙撃手の一人。女性兵士。                                                                                             |
| アメリカ     | アーネスト・ヘミングウェイ         | アメリカのノーベル文学賞受賞作家。スペイン内戦では国際旅団と共に活動した。                                                     |
| イギリス     | ジョージ・オーウェル               | イギリスの名作家。スペイン内戦ではマルクス主義統一労働者党の戦闘員として活動し、銃弾が喉を貫通して重傷を負いながらも生還した。 |

## 登場作品
(公開・発売時間順)

### 映画

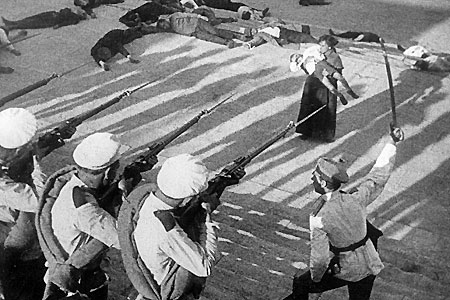
「ポチョムキンの階段」シーンに映るモシン・ナガン小銃。

『セヴァストポリの防衛』(1911)
1911年公開、 クリミア戦争中のセヴァストポリ包囲戦 (1854年-1855年)を描いたロシア歴史戦争映画大作。2台のカメラで撮影した世界初の映画、モシン・ナガン小銃が登場する最古の映画としても知られる。時代錯誤ではあるが、エキストラ用の小道具は揃えにくい時代の作品故、モシン・ナガン小銃が兵士の武器として大量に登場する。
『戦艦ポチョムキン』(1925)
1925年公開、戦艦ポチョムキンの反乱を描いたソ連歴史映画。「ポチョムキンの階段」と呼ばれる名シーンと、モンタージュ理論を確立した業績により、映画史的に重要な作品と評価されている。登場するロシア兵の多くがオリジナルのM1891小銃を使用する。
『ウィンター・ウォー 厳寒の攻防戦』(1989)
1989年公開、冬戦争を描いたフィンランド戦争映画。ソ連崩壊でフィンランド化の束縛を脱する時代を反映し、冬戦争開戦50周年の日に公開された。史実通り両軍の兵士達が大量のモシン・ナガン小銃を手に戦う姿が描かれている。フィンランド映画ならではの表現で、珍しくフィンランド製M/28-30小銃が登場。
『スターリングラード』(2001)
2001年公開、スターリングラード攻防戦の狙撃戦に焦点を当てる国際共同制作戦争映画。主人公のヴァシリ・ザイツェフが狙撃銃型を使用する。モシン・ナガン狙撃銃の運用について概ね正確的に描写されているが、制作当時は歴史考証もしくは道具獲得が難しかったためか、映画中のザイツェフは、史実の1942秋時点で使用していたはずのPEまたはPEM型照準眼鏡付狙撃銃ではなく、1943年冒頭まで前線に配備されていないPU型照準眼鏡付狙撃銃を使用する。全米ライフル協会のライターからは「モシン・ナガン銃にとって最高の出来事」と評されるほど、モシン・ナガン狙撃銃の知名度を向上させた。

### 小説

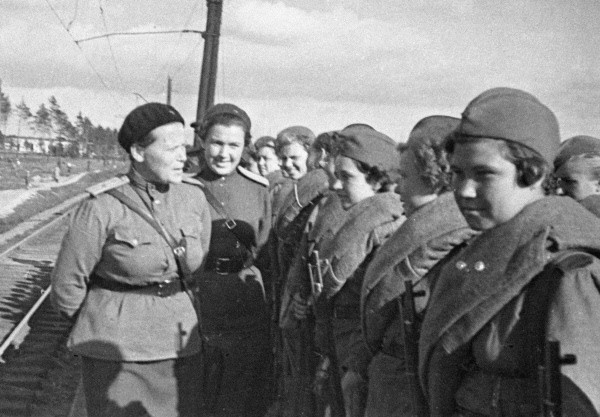
1943年4月1日、ソ連軍政治部の少佐がモシン・ナガン銃を手に前線へ向かう中央女子狙撃兵訓練学校の卒業生たちと話す。

『戦争は女の顔をしていない』
1985年に出版された、 ノーベル文学賞受賞作家スヴェトラーナ・アレクシエーヴィッチによる第二次世界大戦の独ソ戦で従軍した女性たちの証言をまとめたノンフィクション小説。時代的に作中で言及されたソ連軍用小銃は殆どモシン・ナガンと思われ、2019年から連載中の小梅けいとによる漫画版では明確にそう描かれている。

### アニメ・漫画
『黒執事』
2006年から連載中の漫画。単行本第8巻に、主人公達ファントムハイヴ家の使用人メイリンが使用する銃として登場。
『ファースト・スクワッド』
2009年の長編アニメ。主要人物の射撃の名手レオが使用する。
『天空侵犯』
2014年から2019年まで連載された漫画。主要人物のスナイパー仮面が使用する。
『ゴールデンカムイ』
2014年から2022年まで連載された漫画。登場人物の日露戦争の回想と、主要人物の永倉新八が北海道独立を目論む土方歳三に提供した試供品として登場した他、ロシア国境警備隊の狙撃兵ヴァシリ・パヴリチェンコが使用する。
『ラブ、デス&ロボット』
2019年から動画配信サービスNetflixが配信している成人向けテレビアニメシリーズ作品。シーズン1第18話『秘密戦争』において主人公側のソ連赤軍小隊メンバーが使用する。
『SAKAMOTO DAYS』
2020年から連載中の漫画。跳弾を駆使する変則狙撃手の眞霜平助が使用する。
『スカベンジャーズアナザースカイ』
2022年から連載中の漫画。主人公の仲間の一人、「モ神教」という宗教の狂信者、1035番が使用・信奉する銃として、複数のモデル・派生型が登場。珍しく遊底が単独で描かれている。

### ゲーム
『アドバンスト・スコードリーダー』
1985年から製作・販売されているウォー・シミュレーションゲームのボードゲームシリーズ。ソ連軍の主力小銃として登場。
『大戦略シリーズ』
1985年から製作・販売されているウォー・シミュレーションゲームのゲームソフトシリーズ。ソ連軍の主力小銃として登場。
『メタルギアシリーズ』
1987年から製作・販売されている、累計販売本数6,000万本を超えるステルスゲームシリーズ。2004年に発売された『MGS3』で敵の一人、伝説の狙撃兵ジ・エンドが麻酔銃仕様かつ折曲銃床型に改造したものを使用。プレイヤーもジ・エンドを麻酔銃で倒すことで使用できるようになる。『MGS4』でも使用できるほか、『MGSPW』では設計図を手に入れることで開発できる。
『バトルフィールドシリーズ』
2002年から製作・販売されているPvPオンラインFPSゲームシリーズ。第二次世界大戦やベトナム戦争を題材としたシリーズ作品に登場。第一次世界大戦を題材とした『バトルフィールド1』には珍しくロシア軍のM1891だけではなくオブレズ・ピストルも登場。
『コール オブ デューティシリーズ』
2003年から製作・販売されている、累計販売本数4億本を超えるFPSゲームシリーズ。シリーズのうち独ソ戦を題材とした作品に登場。
『S.T.A.L.K.E.R.』
2007年から製作・販売されている、ウクライナのチェルノブイリ原子力発電所事故で放射線に汚染された地域を背景とするFPSゲームシリーズ。物語は前ソ連国家を舞台とするため、シリーズ作品に漏れなく登場。
『Alliance of Valiant Arms』
2008年からサービス開始中のPvPオンラインFPSゲーム。有料ガチャのジャックポットで入手可能。
『アンチャーテッド 砂漠に眠るアトランティス』
2011年発売で最も評価の高いゲームの一つであり、累計出荷数4000万本を超える『アンチャーテッドシリーズ』の一作。珍しくフィンランド製Tkiv 85狙撃銃が「T-Bolt Sniper」の名前で登場。
『ARMA 3』
2013年に発売された軍事シュミレーターに近くリアリティの高いミリタリー・サンドボックスゲーム。ベトナム戦争を題材とした有料DLC『S.O.G. Prairie Fire』に複数のモデルが登場。特に狙撃仕様は古い銃でありながら侮れない脅威。開発元はチェコ会社のため、珍しくチェコ製vz .54狙撃銃も登場する。
『theHunter: Call of the Wild』
2017年に発売されたリアリティの高い現代の狩猟活動を題材としたFPSゲーム。有料DLC「Weapon Pack 2」を購入すればモシン・ナガンをモチーフにしたライフル銃「ソロキンMN1890」を民生猟銃として使用できる。
『Escape from Tarkov』
2017年からクローズドβが開始されているPvPvEオンラインFPSゲーム。M1891/30に準ずる歩兵銃型と狙撃銃型、コンセプト的にモシン・ナガンの子孫にあたるTOZ-106散弾銃が登場。様々な改修が可能で、運用次第では現代的な歩兵装備を身に着ける相手にも通用する威力を見せる。リアリティの高い銃器描写は銃器専門家からも高く評価され、モシン・ナガン小銃の知名度向上に一端を担っている。
『PUBG: BATTLEGROUNDS』
2017年からサービス開始のオンラインバトルロイヤルゲーム。狙撃銃として登場。
『ドールズフロントライン』
2018年からサービス開始のスマートフォン用ゲームアプリ。モシン・ナガンの擬人化キャラが登場。
『ブルーアーカイブ -Blue Archive-』
2021年からサービス開始のスマートフォン用ゲームアプリ。登場人物のうちミユがM/39を、トモエがOTs-48をモチーフにした銃器を使用。
| サビース期間 | タイトル                          | 備考                   |
| ------------ | --------------------------------- | ---------------------- |
| 2008-2018    | クロスファイア (オンラインゲーム) | 有料ガチャで入手可能。 |
| 2009-2016    | Paperman                          |                        |
| 2017-2023    | surviv.io                         |                        |

その他さまざまなFPS・TPS・ウォー・シミュレーションゲームに登場している。